# Palencia
Palencia es un municipio y ciudad española, capital de la provincia homónima, en la comunidad autónoma de Castilla y León. Se encuentra situada en la llanura de la Tierra de Campos, a orillas del río Carrión. 
Ubicada a 749 m sobre el nivel del mar, dista 48 km de Valladolid, siendo las dos capitales de provincia españolas más próximas entre sí. El municipio cuenta con una población de 76 578 habitantes (INE 2024) sobre una extensión de 94,95 km². Por su parte, el alfoz de la ciudad, conformado por diez municipios, cuenta con más de 20 000 habitantes, que unidos a los de la capital suman más de 100 000 personas. Es un importante centro industrial de Castilla y León.

## Toponimia
El nombre de Palencia procede de Pallantia, antiguo poblado ocupado por los vacceos; no debe confundirse con otra ciudad llamada Pallantia, situada en la actual Palenzuela, de origen arévaco.
El topónimo Pallantia (indoeuropeo *pl̥s-n̥t-y-eh2.) procede de la raíz prerromana «palla» (gallego: pala, asturiano: palla) que significa «roca» (indoeuropeo *pl̥s-eh2. Persa: parša, germano: fels, irlandés: all.) mientras que el sufijo «nt» es muy productivo en las lenguas celtas donde sirve para formar derivados. De ahí que Pallantia pueda significar «mesa», «cerro amesetado» o simplemente «la meseta».
Su origen sería dudosamente celta debido a la conservación de la /p/ inicial, al igual que ocurre en lusitano. Sin embargo, presenta desarrollos típicamente célticos, como son la vocalización /an/ < /*n̥/, la conversión del grupo /*ls /> /ll/, y la vocalización del grado cero /al/ < /*l̥/.

## Geografía
La capital se sitúa en el valle del río Carrión cerca de su desembocadura en el Pisuerga. El primero atraviesa la ciudad de norte a sur, y se abre en tres brazos al entrar en la ciudad, formando la isla del Sotillo y otra pequeña isla, ambas ocupadas por un parque llamado Sotillo de los Canónigos, así llamado por servir antiguamente de zona de paseo para los canónigos de la vecina catedral.
El Carrión se vuelve a unir (es el lugar en el que se encuentra el Puente Mayor (del siglo XVI) para abrirse de nuevo en dos brazos, formando otra isla (isla Dos Aguas), ocupada en su zona norte por un parque y en la sur por diversas instalaciones deportivas y un campo de golf. El río forma pequeñas cascadas y es fuente para un géiser artificial que adorna el cauce a la altura del Puente Mayor. Al abandonar la ciudad, el río vuelve a unir sus aguas.
La urbe se sitúa en una amplia zona llana, con dos cerros en la parte nororiental: cerro del Otero y cerro de san Juan. En el más cercano al centro de la ciudad se sitúa la colosal imagen del Sagrado Corazón de Jesús de Palencia, el Cristo del Otero, obra del escultor Victorio Macho.

Palencia dispone también de un monte con 1438 ha de robles y encinas a 6 km de distancia y a 865 m sobre el nivel del mar, conocido como monte El Viejo. El monte, uno de los lugares de esparcimiento y ocio para la población, es accesible por una carretera y un carril-bici. La vegetación está formada en la parte más alta y seca por encinas y quejigos y a medida que se desciende en altitud va tornando más verde, a quejigos, robles y chopos. En el monte se halla una cerca de gran tamaño en la que habitan ciervos autóctonos que pueden ser avistados con facilidad por los visitantes. Además de la reserva cinegética, el monte El Viejo dispone de varias instalaciones: rutas con obstáculos y aparatos para ejercitarse, piscinas municipales, un bar y un restaurante, un refugio y las llamadas Casa Pequeña y Casa Grande; la última es una posada del siglo XVI. En los alrededores de la ciudad los cultivos salpicados de bosquetes de chopos, robles y encinas son la vegetación más abundante.

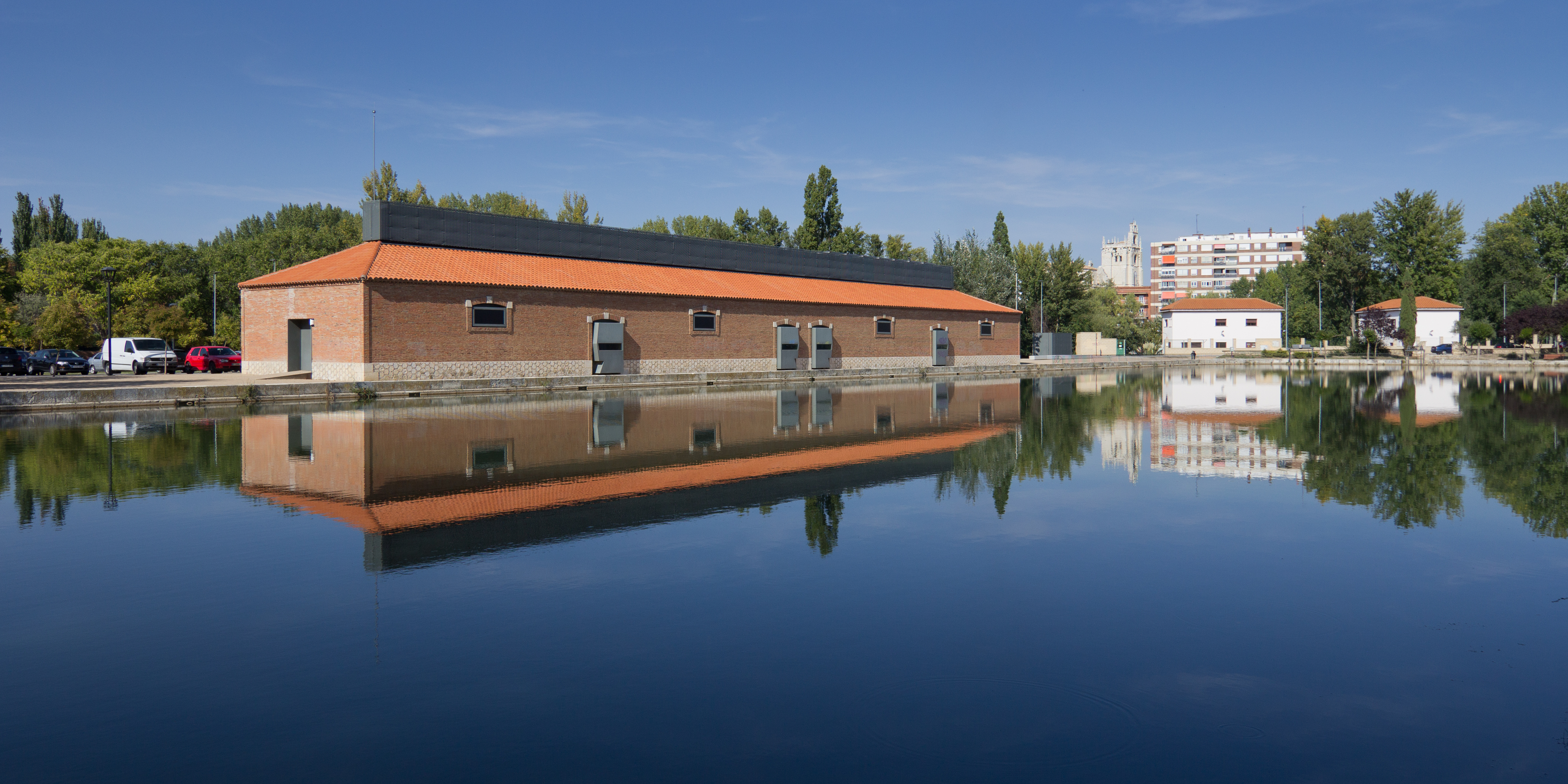
Dársena del canal de Castilla

El cauce verdadero del canal de Castilla no atraviesa la ciudad, pero un ramal, llamado El Ramalillo o La Dársena, sí se adentra en las afueras del casco. Esta dársena se utilizaba para cargar mercancías, pero con la llegada del ferrocarril cayó en desuso. Actualmente se encuentra rehabilitada para el turismo y a sus orillas, en una de las casas de labor de la misma, se encuentra el Museo del Agua.
El término municipal de Palencia comprende también la localidad de Paredes de Monte.

### Ubicación
La ciudad de Palencia se encuentra en el norte de la península ibérica, en la submeseta Norte. El parque del Salón de Isabel II, centro geográfico de la ciudad, está situado en las coordenadas: 42°0′40 de latitud norte y 4°31′59 de longitud oeste. Se encuentra a 749 metros sobre el nivel del mar. Dista 235 km de Madrid.

Diagrama de las localidades a un radio de 10 km a la redonda de Palencia. 

### Hidrografía
La localidad es atravesada por el río Carrión; al este del mismo se encuentra la mayor parte de la ciudad, mientras que al oeste se extiende el barrio de Allende el Río. Además, el término municipal es atravesado por el canal de Castilla, por el arroyo de Villalobón y otras acequias. A las afueras de Palencia se encuentra una de las dársenas del canal de Castilla para cuyo acceso se construyó el «Ramalillo» de Palencia, de más de 1 km de longitud.

### Orografía
Palencia se encuentra a 749 m sobre el nivel del mar, en una zona de meseta llana, rodeada por varios montes: El Chivo y El Viejo. Es precisamente esta orografía la que propicia que el clima de la capital sea algo más frío que el de localidades muy próximas como Valladolid acercándose sus temperaturas medias más a ciudades como León o Burgos, situadas a mayor altitud.

#### Monte El Viejo
Es un monte de gran extensión que se encuentra a unos 6 km del casco urbano, donde se puede disfrutar del tiempo libre y de una gran cantidad de actividades de ocio (cuenta con diversos circuitos, piscinas...). En 1191 fue vendido por el rey Alfonso VIII a la ciudad. Tiene diversos parajes y enclaves como los de Vallejuelos, Cigarral y Buentrigo, con gran variedad de especies animales y vegetales, y los de Valle de San Juan o la Casa Pequeña con vistas panorámicas. En la Casa Grande se encuentran instalaciones hosteleras en un edificio construido en el siglo XVI. El Refugio es una de las zonas más populares de Palencia, con un restaurante, circuitos y una reserva de ciervos, con gran abundancia de estos animales.

### Clima

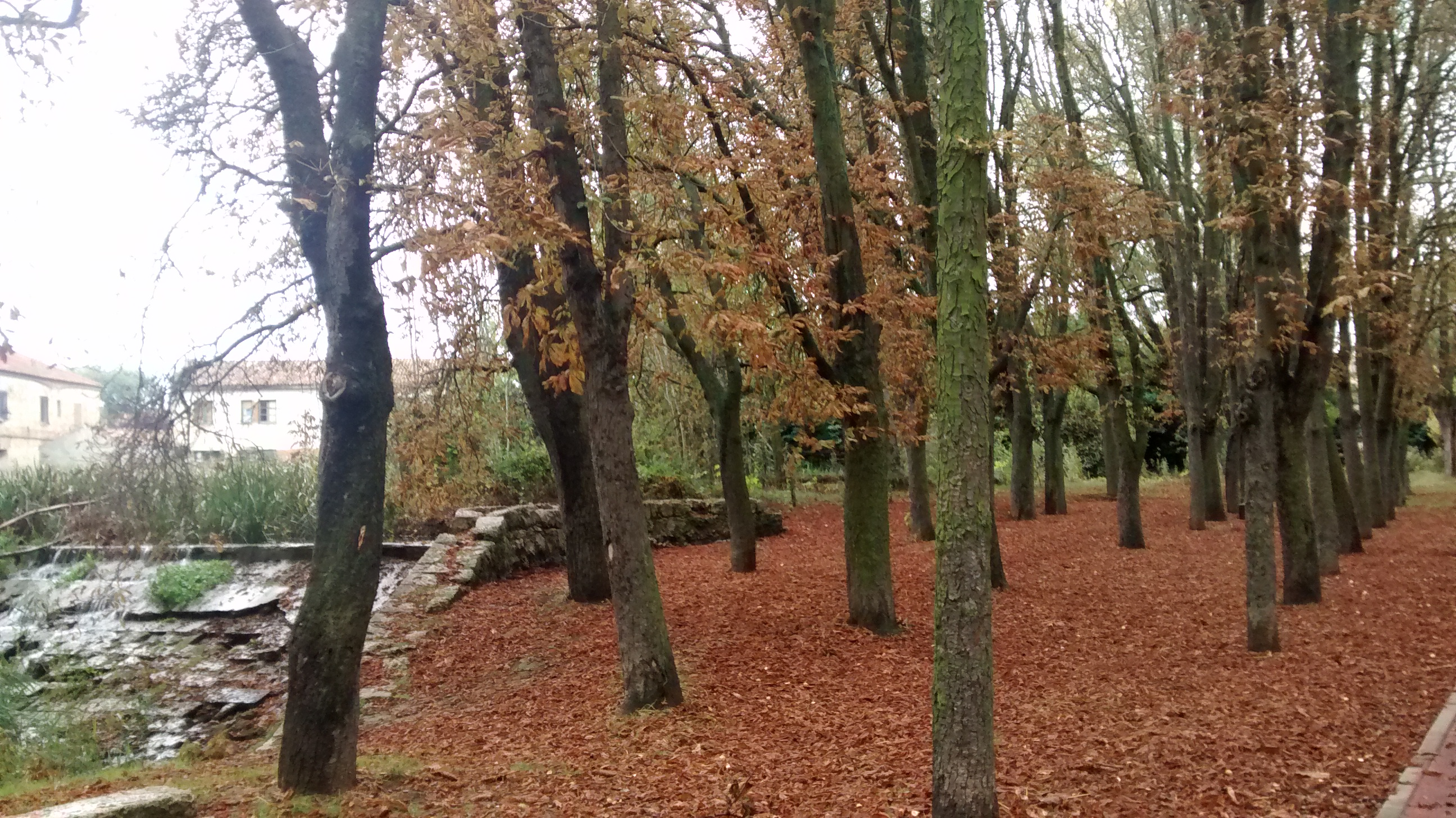
Parque del Sotillo de los Canónigos

Su carácter interior, apartada de buena parte de la influencia marítima, determina que el clima sea mediterráneo continentalizado, con algún rasgo oceánico debido a su relativa proximidad al mar Cantábrico y a que en la parte occidental de Castilla y León (lugar del cual proceden las nubes del atlántico) no existen montañas que frenen los frentes nubosos. Tiene una amplia oscilación térmica. El atlas agroclimático editado por Aemet aporta los datos climáticos de la capital. Las temperaturas son particularmente frescas debidas a su relieve circundante, siendo una de las capitales más frías de España (las heladas abarcan un amplio periodo, siendo solo 202 el número de días transcurridos entre la última helada de la primavera (21 de abril) y la primera del otoño (6 de noviembre); en cambio entre 0 y 1 días al año se alcanzan temperaturas mínimas superiores a los 20 °C. La temperatura media anual es de 11,6 °C. La temperatura media de enero es de 3,4 °C y la de julio de 21,9 °C, pero se llega a mínimas absolutas históricas de hasta 14 °C bajo cero. En verano rara vez se superan los 35-36 °C de temperatura.

La lluvia es muy frecuente en invierno, e infrecuente en verano. Las lluvias son ligeras pero frecuentes durante los meses invernales, sin embargo son intensas pero infrecuentes en verano, con un contraste entre los frentes invernales y las fuertes tormentas veraniegas.

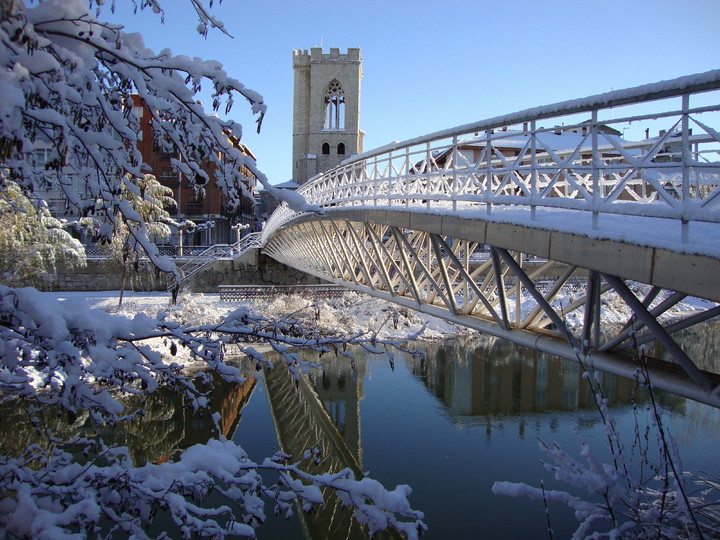
La iglesia de San Miguel tras una tormenta de nieve

La nieve cae en la ciudad una media de siete días al año, pero suelen ser nevadas no muy copiosas. Las más intensas del siglo XXI ocurrieron durante 2009 y 2010, con acumulaciones de más de 10 cm. La nieve suele caer en los meses de diciembre, enero y febrero, pero también en noviembre y marzo.
De acuerdo a los criterios de la clasificación climática de Köppen publicados por la AEMET, el clima de la ciudad se sitúa entre el Cfb y el Csb (templado sin estación seca y con verano templado, lo que se correspondería con un clima oceánico; y templado con estación seca y verano templado, lo que se asemejaría más a un clima con rasgos mediterráneos). Esto se debe a que aunque la precipitación total anual no es muy abundante, la distribución de las lluvias es amplia, llegándose a una cifra que ronda los 80 días de lluvia anuales (frente a zonas mediterráneas, donde a pesar de tener cifras de precipitación semejantes, rondan los 50 días lluviosos al año). Por otra parte, las temperaturas frescas propias de un clima continentalizado favorecen un índice de aridez (expresa el cociente entre la precipitación anual promedio y la evapotranspiración potencial) de 0,75; se enmarca pues dentro del rango de las zonas húmedas.
| Parámetros climáticos promedio de Palencia en el periodo 1981-2010                                                                                                  | Parámetros climáticos promedio de Palencia en el periodo 1981-2010 | Parámetros climáticos promedio de Palencia en el periodo 1981-2010 | Parámetros climáticos promedio de Palencia en el periodo 1981-2010 | Parámetros climáticos promedio de Palencia en el periodo 1981-2010 | Parámetros climáticos promedio de Palencia en el periodo 1981-2010 | Parámetros climáticos promedio de Palencia en el periodo 1981-2010 | Parámetros climáticos promedio de Palencia en el periodo 1981-2010 | Parámetros climáticos promedio de Palencia en el periodo 1981-2010 | Parámetros climáticos promedio de Palencia en el periodo 1981-2010 | Parámetros climáticos promedio de Palencia en el periodo 1981-2010 | Parámetros climáticos promedio de Palencia en el periodo 1981-2010 | Parámetros climáticos promedio de Palencia en el periodo 1981-2010 | Parámetros climáticos promedio de Palencia en el periodo 1981-2010 |
| Mes | Ene.                                                               | Feb.                                                               | Mar.                                                               | Abr.                                                               | May.                                                               | Jun.                                                               | Jul.                                                               | Ago.                                                               | Sep.                                                               | Oct.                                                               | Nov.                                                               | Dic.                                                               | Anual                                                              |
| --- | ------------------------------------------------------------------ | ------------------------------------------------------------------ | ------------------------------------------------------------------ | ------------------------------------------------------------------ | ------------------------------------------------------------------ | ------------------------------------------------------------------ | ------------------------------------------------------------------ | ------------------------------------------------------------------ | ------------------------------------------------------------------ | ------------------------------------------------------------------ | ------------------------------------------------------------------ | ------------------------------------------------------------------ | ------------------------------------------------------------------ |
| Temp. máx. abs. (°C) | 17.8                                                               | 23.6                                                               | 24.8                                                               | 30.6                                                               | 34                                                                 | 38.4                                                               | 40                                                                 | 39.6                                                               | 37.8                                                               | 30.2                                                               | 24                                                                 | 20.2                                                               | 40                                                                 |
| Temp. máx. media (°C) | 8                                                                  | 10                                                                 | 14                                                                 | 15                                                                 | 19                                                                 | 25                                                                 | 28                                                                 | 29                                                                 | 24                                                                 | 18                                                                 | 12                                                                 | 8                                                                  | 17.5                                                               |
| Temp. media (°C) | 3.4                                                                | 5.0                                                                | 8.0                                                                | 10.2                                                               | 13.9                                                               | 18.2                                                               | 21.9                                                               | 20.6                                                               | 17.1                                                               | 12.2                                                               | 7.1                                                                | 4.3                                                                | 11.6                                                               |
| Temp. mín. media (°C) | -1                                                                 | 0                                                                  | 2                                                                  | 3                                                                  | 6                                                                  | 10                                                                 | 12                                                                 | 12                                                                 | 10                                                                 | 7                                                                  | 2                                                                  | -1                                                                 | 5.5                                                                |
| Temp. mín. abs. (°C) | -15                                                                | -11                                                                | -12                                                                | -6                                                                 | -5                                                                 | 1                                                                  | 2                                                                  | 2                                                                  | 0                                                                  | -5                                                                 | -8                                                                 | -13                                                                | -15                                                                |
| Precipitación total (mm) | 40.4                                                               | 28.6                                                               | 25.1                                                               | 38.6                                                               | 44.6                                                               | 28.7                                                               | 16.3                                                               | 17.9                                                               | 23.1                                                               | 45.6                                                               | 46.1                                                               | 43.4                                                               | 489                                                                |
| Días de lluvias (≥ 1 mm) | 8                                                                  | 7                                                                  | 7                                                                  | 9                                                                  | 9                                                                  | 5                                                                  | 3                                                                  | 3                                                                  | 4                                                                  | 8                                                                  | 8                                                                  | 9                                                                  | 80                                                                 |
| Días de nevadas (≥ 1 mm) | 2                                                                  | 2                                                                  | 1                                                                  | 0                                                                  | 0                                                                  | 0                                                                  | 0                                                                  | 0                                                                  | 0                                                                  | 0                                                                  | 0                                                                  | 2                                                                  | 7                                                                  |
| Fuente: AEMET: Atlas agroclimático de Castilla y León. Junta de Castilla y León, Consejería de agricultura y ganadería. Datos para el periodo 1981-2010 en Palencia |                                                                    |                                                                    |                                                                    |                                                                    |                                                                    |                                                                    |                                                                    |                                                                    |                                                                    |                                                                    |                                                                    |                                                                    |                                                                    |

### Vegetación

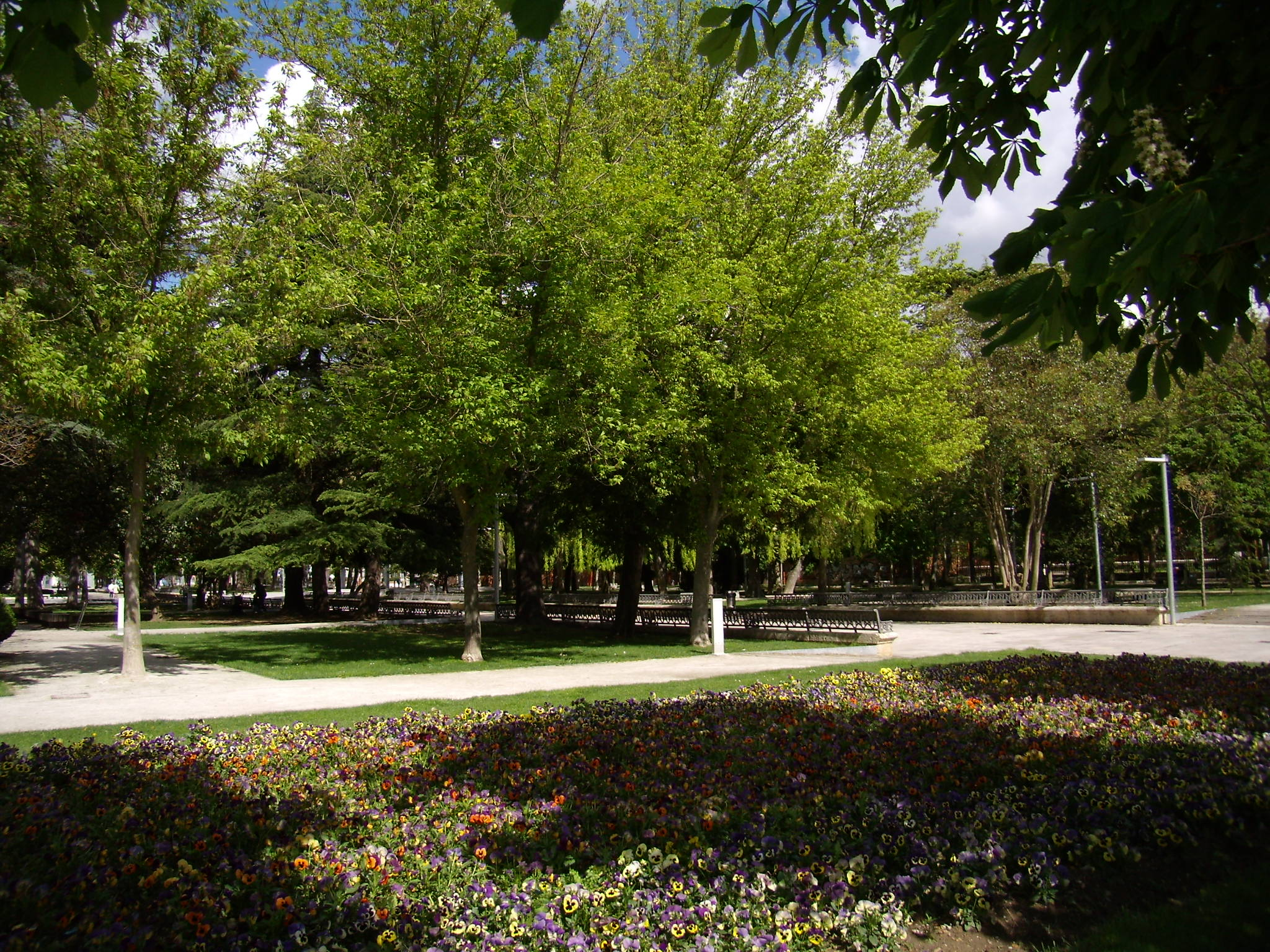
Parque del Salón de Isabel II

El campo palentino luce verde desde octubre hasta junio, viéndose alterado por la nieve y la escarcha invernal. A partir de junio o julio el paisaje se convierte en una estepa que recuerda más a la estereotípica imagen de la «Castilla seca». La vegetación, dada su situación a caballo entre la España húmeda del norte y la España seca del sur, está compuesta principalmente por chopos (especie de repoblación), robles y encinas.
La ciudad posee la mayor superficie ajardinada de España en relación con la superficie que ocupa y es una de las mayores de Europa (15 000 000 m² de jardines en el casco urbano: parque de Isabel II, Jardinillos de la Estación, Huerta de Guadián, La Carcavilla, entre otros y más 14 000 000 del monte El Viejo.
En 2010 la ciudad de Palencia ganó el premio de «ciudad más sostenible de España».

### Parques
Según el Ayuntamiento de la capital, Palencia es la ciudad con más zonas verdes por habitante de España y ocupa uno de los primeros lugares de la Unión Europea. Esto, unido a la escasa densidad del tráfico rodado propicia que el aire de la ciudad sea bastante limpio. Los principales parques de la ciudad son:
- Salón de Isabel II
- Huerta de Guadián
- Jardinillos de la Estación
- Parque Isla Dos Aguas
- Parque del Sotillo de los Canónigos
- Huertas del Obispo
- Parque de la Carcavilla
- Parque Ribera Sur

## Historia

### Edad Antigua

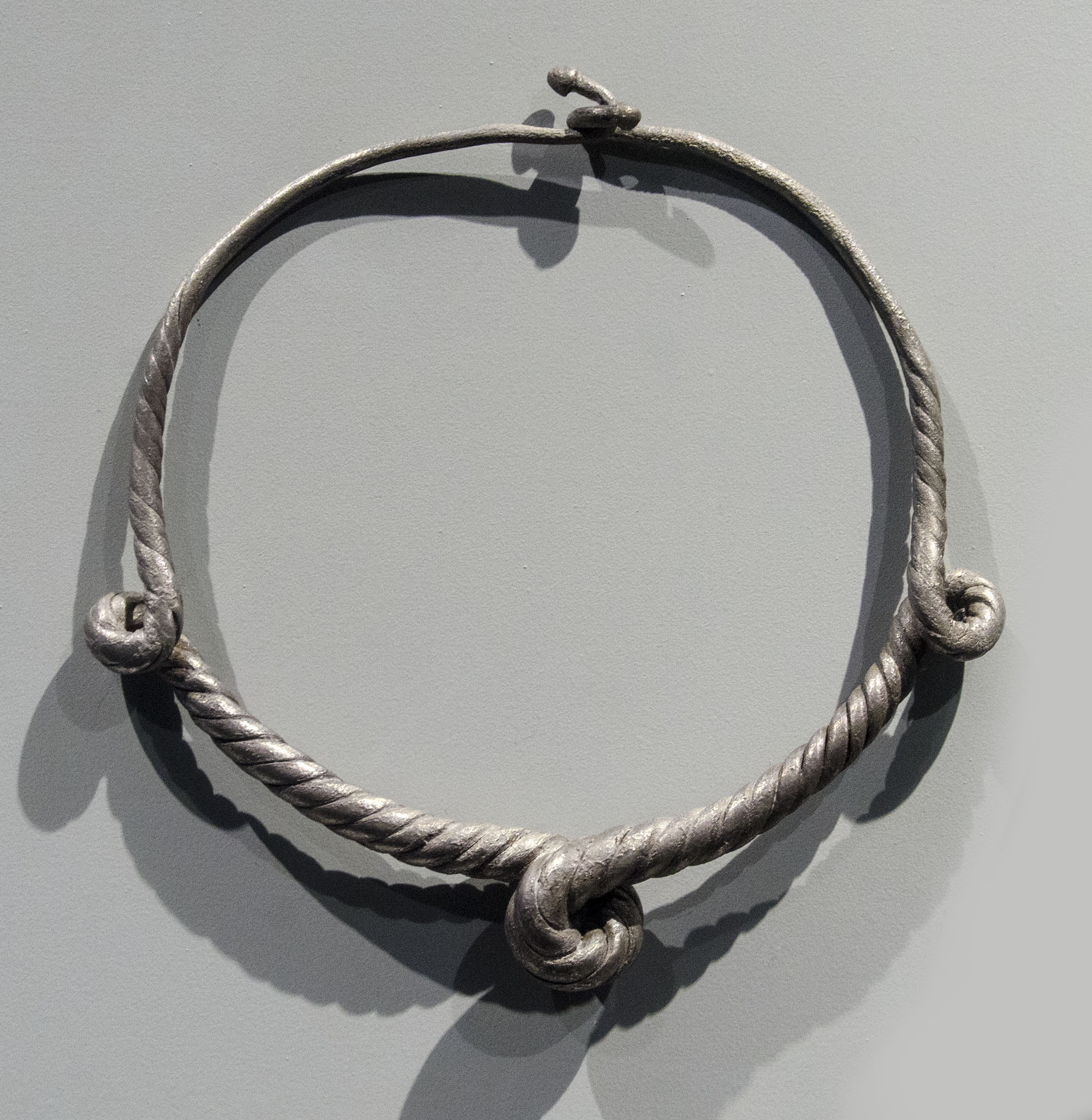
Brazalete de plata encontrado en Palencia en 1956 en el colegio de las Filipenses. Parte de un tesoro compuesto por joyas de plata y oro: torques, collares, pulseras, brazaletes, pendientes, fíbulas y una gran cantidad de denarios de plata

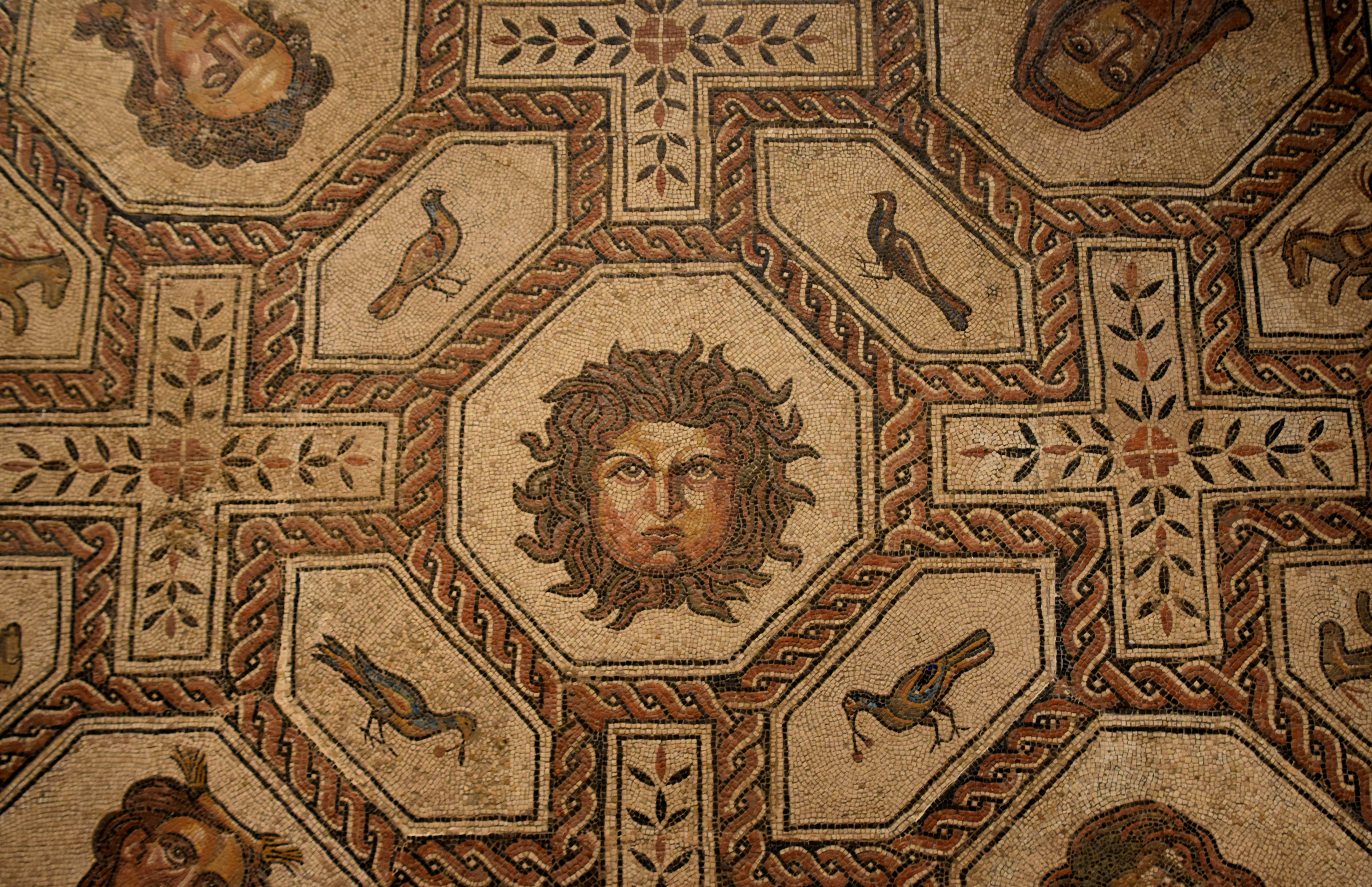
Mosaico con Medusa, encontrado en los números 4 y 5 de la calle Ramírez en 1869 y conservado actualmente en el MAN

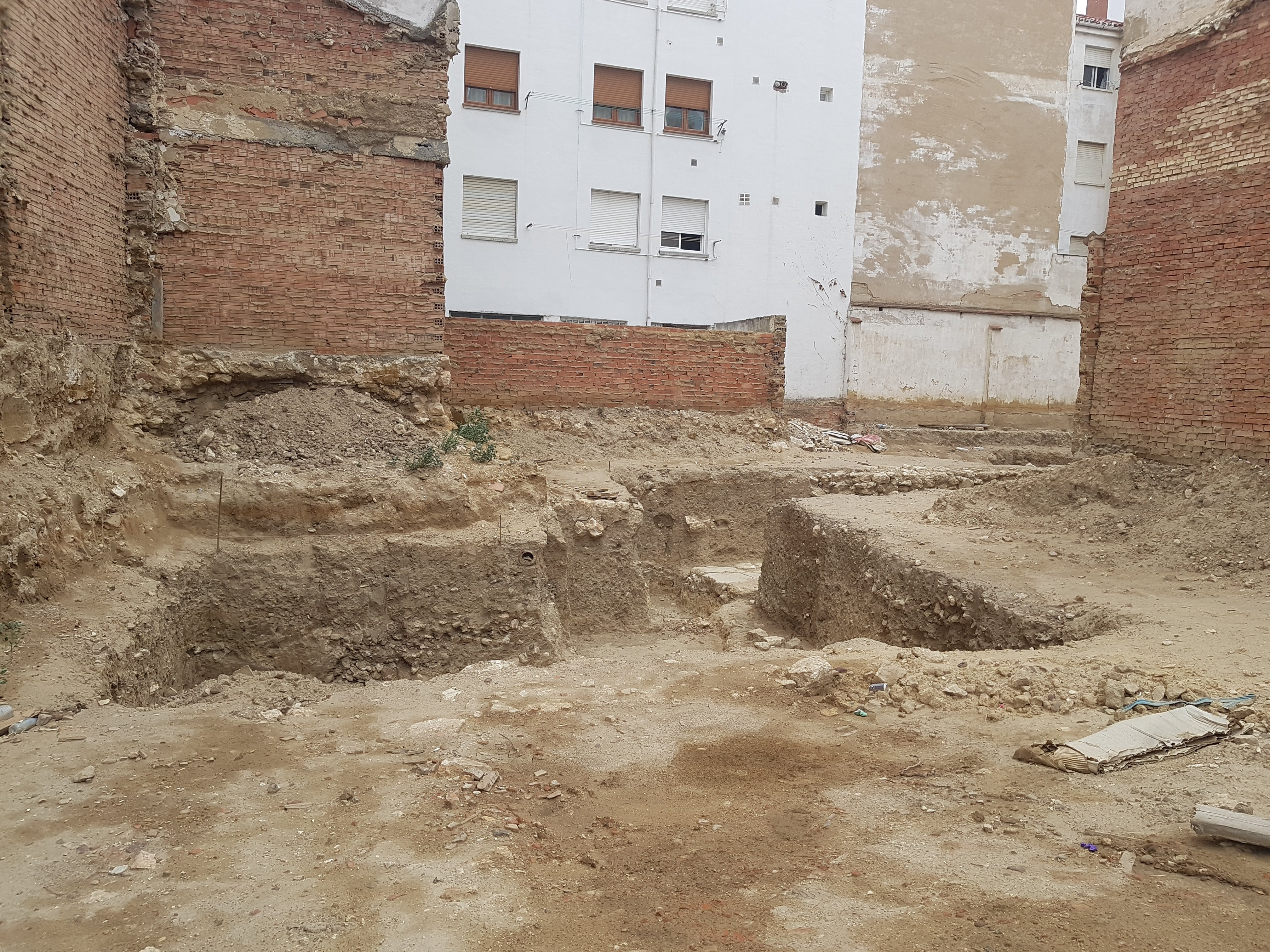
Excavaciones en la calle Canónigo San Martín 7, donde aparecieron varios niveles de ocupación romanos

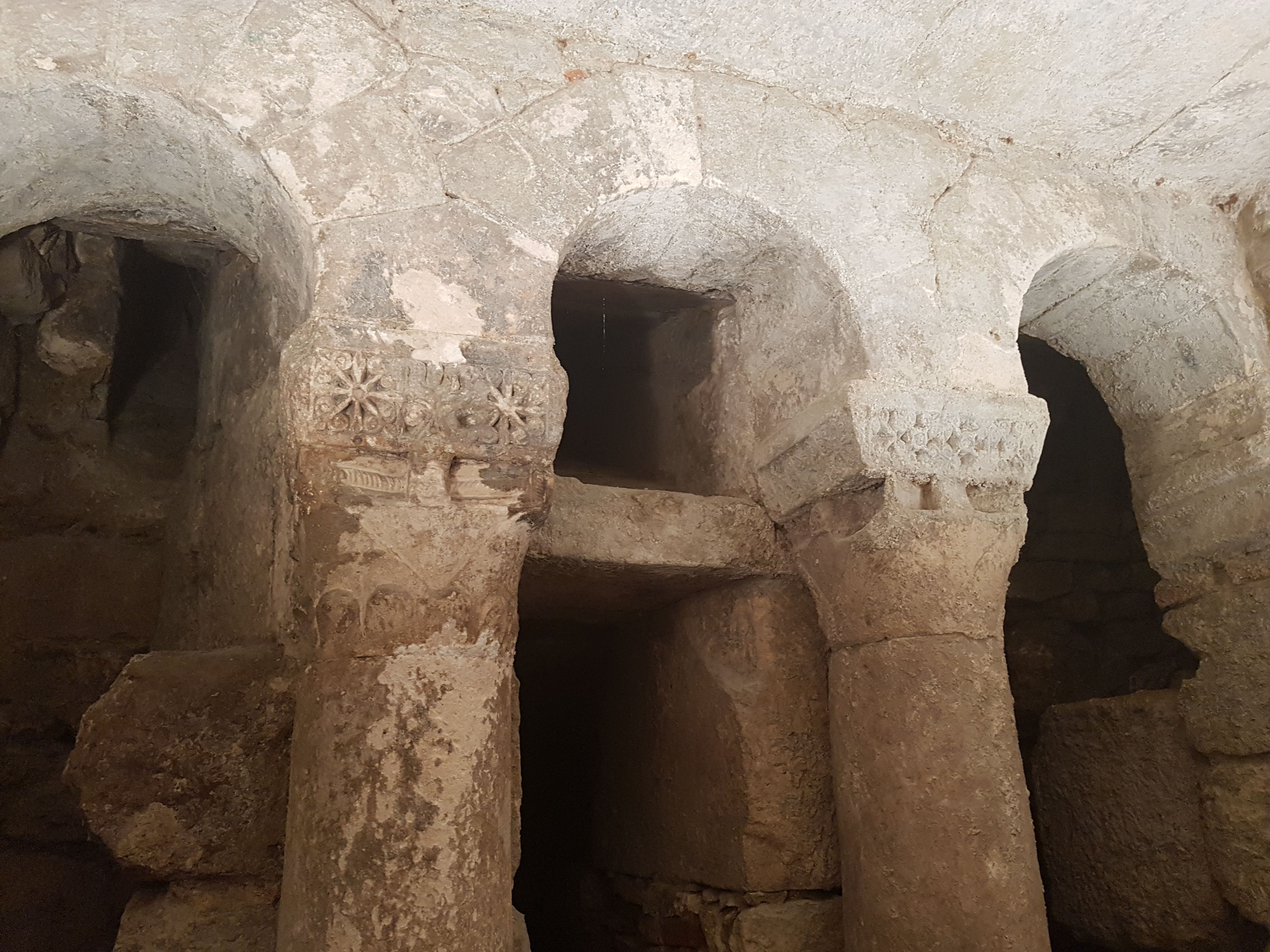
Arcos visigóticos del iconostasio de la Cripta de San Antolín

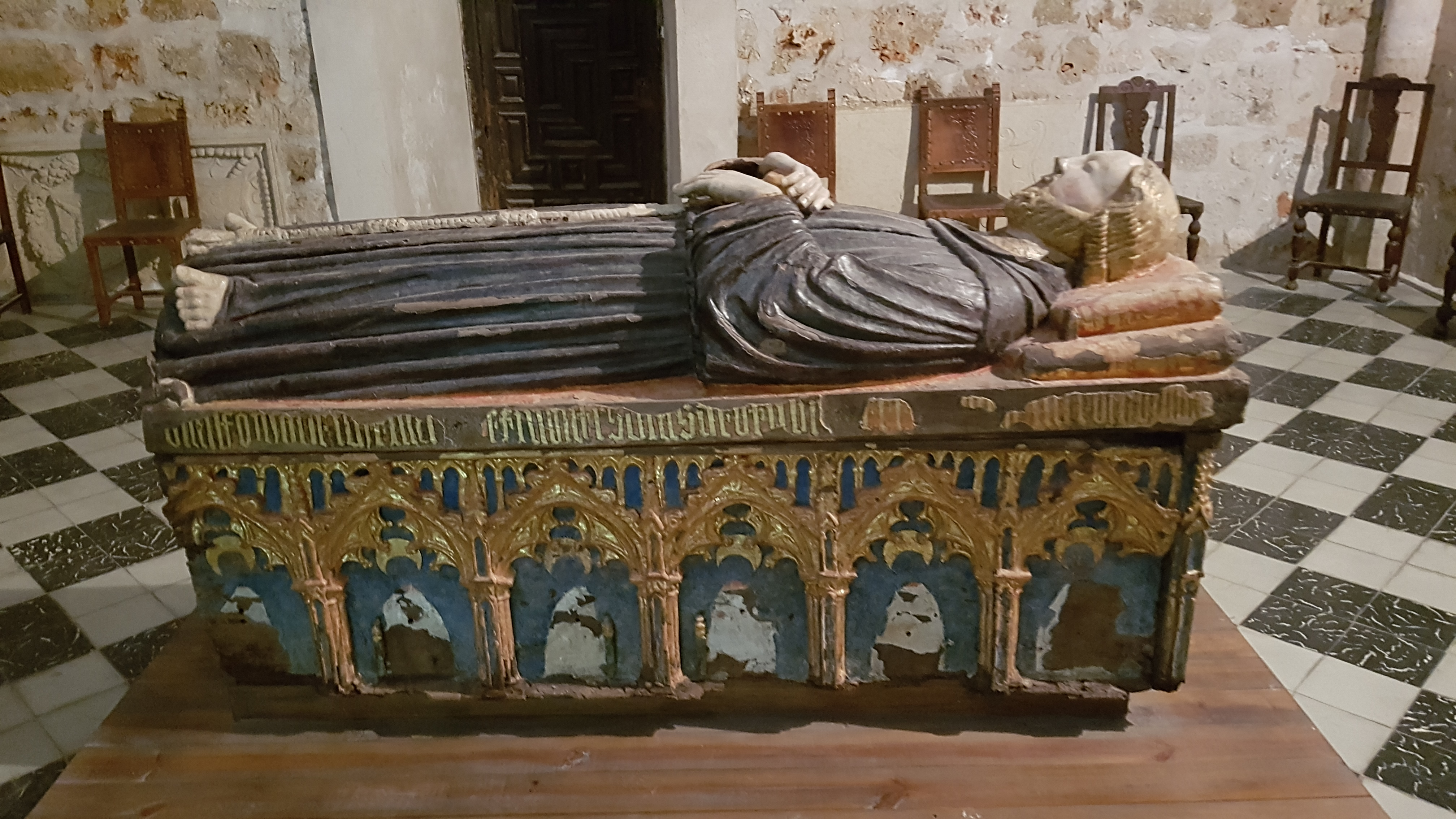
Sarcófago de don Tello de Castilla, en el convento de San Francisco

Los orígenes históricos de la ciudad quedan inciertos, pero de lo que sí hay constatación arqueológica es de asentamientos prerromanos en el solar de la ciudad actual, a la que los celtíberos denominaron Pallantia. El pueblo que la ocupó fue el de los vacceos: el más culto de las tribus celtíberas, agrario y con una poderosa organización militar.
El rastro más evidente de romanización que queda en la ciudad es el puente llamado Puentecillas, de origen romano aunque remodelado varias veces. Este puente permitía el acceso a la isla del Sotillo de los Canónigos. Aquí se sitúa el llamado Bolo de la Paciencia, una piedra redonda que fue el mentidero de la ciudad. El puente fue restaurado y remodelado en la Edad Media.
En la Hispania visigoda fue sede episcopal de la Iglesia católica desde el siglo IV, como sufragánea de la archidiócesis de Toledo que comprendía la antigua provincia romana de la Cartaginense. Con los visigodos llegó una de las etapas de mayor esplendor para la ciudad, pues fue una de las sedes de la Corte. Quedan restos del vestigio visigodo en la cripta de San Antolín (que es la actual cripta de la catedral) y en la cercana localidad de Baños de Cerrato con la iglesia de San Juan de Baños (siglo VII), situada a 7 km de la capital, y considerada la obra cumbre de la arquitectura visigoda.

### Edad Media
Se desarrolló como ciudad durante la Reconquista por los reyes asturleoneses. Perdida la diócesis palentina tras la ocupación musulmana, no se restauró hasta que el propio rey Sancho III el Mayor encomendó al obispo de Palencia Poncio la organización de la misma. Según la leyenda, el rey se encontró con las ruinas de un templo dedicado a san Antolín mientras cazaba un jabalí y recibió la revelación de restaurar la pequeña iglesia. Descubiertas así las ruinas que abrigaban los restos del mártir, habría sido elegido el lugar como centro de la sede episcopal. Tras la restauración y ampliación del santuario, se consagra el nuevo edificio con presencia del rey y de varios obispos en el año 1035.
La Edad Media es el período más turbulento de la historia de la ciudad, pero también el de mayor proyección en los acontecimientos en la historia del Reino de León y del Reino de Castilla. Alfonso VIII de Castilla fue el más decidido impulsor de la ciudad, al concederle fueros y el primer concejo libre, y establecer entre 1208 y 1212, a instancias del obispo Tello Téllez de Meneses, una institución educativa que fue la primera Universidad de España denominada Universidad de Palencia o Estudio General de Palencia, recibiendo la aprobación pontificia de Honorio III en 1221 y desapareciendo unas décadas más tarde. La ciudad luchó noblemente en la batalla de Las Navas de Tolosa, en 1212, lo que le supuso la adjudicación de diversos bienes.

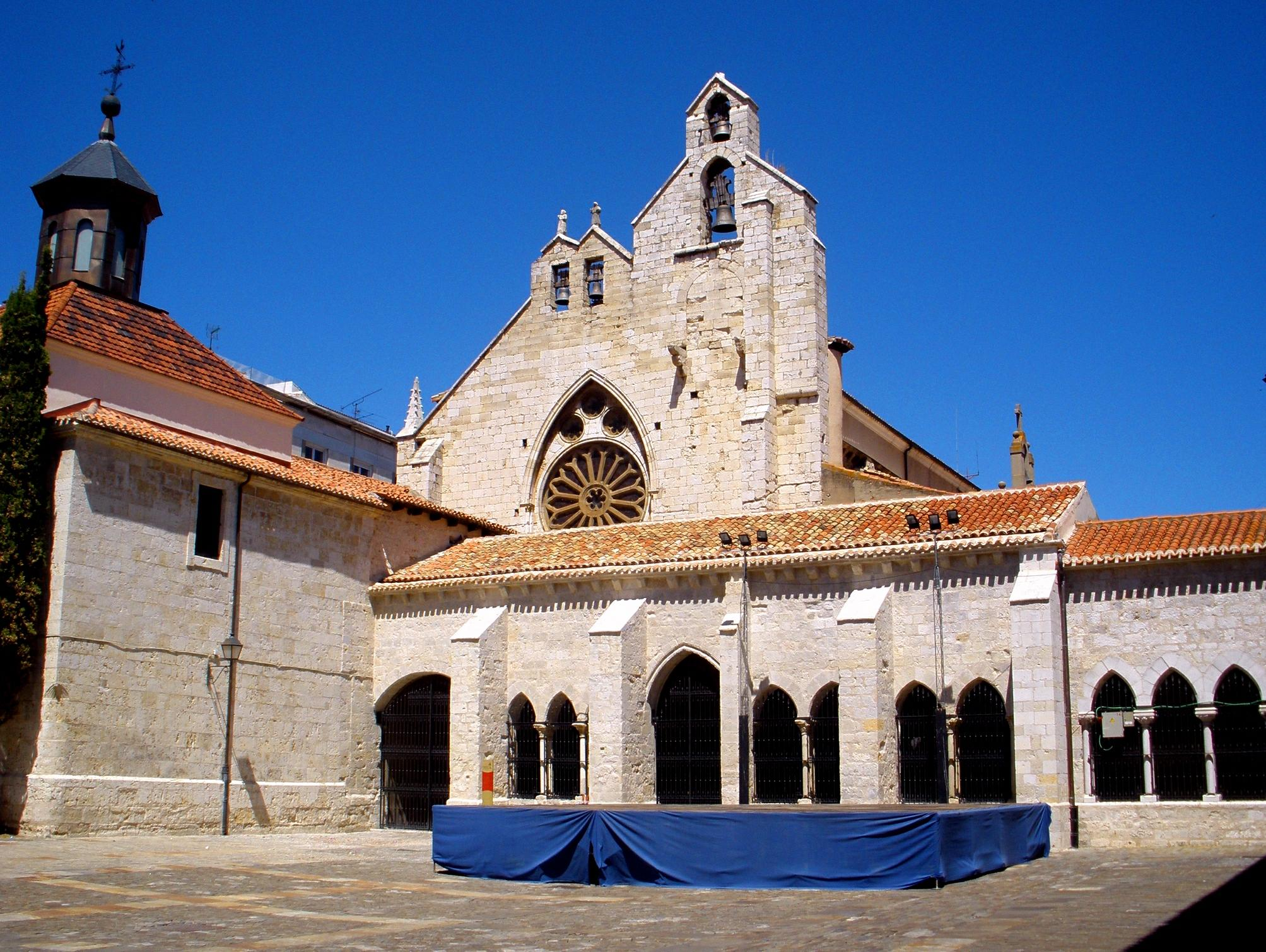
Iglesia de san Francisco

De la predilección que el rey Alfonso VIII y su familia tuvieron por la ciudad son muestra que el su hijo y heredero Enrique I murió en la misma, en un desgraciado accidente; o que la hija del soberano, Blanca de Castilla, futura reina de Francia y madre de san Luis, viniera al mundo en Palencia.
Es también de destacar que, en 1388, mientras los palentinos estaban fuera de la ciudad, tropas del duque de Lancaster llegaron con intención de saquear la ciudad, la cual fue defendida valerosamente por las mujeres palentinas evitando que Lancaster sometiera Palencia. Por ello se premió a la mujer palentina con la banda amarilla de honor, que solo podían llevar los hombres, y que hoy día queda patente en el traje regional.
Es en el siglo XIV cuando la importancia y el volumen que había ido adquiriendo la ciudad obligan a la edificación de una nueva catedral capaz de satisfacer las necesidades de una población pujante. El edificio se construyó sobre las ruinas del anterior de estilo románico, y a su vez sobre las anteriores de la catedral visigoda, quedando de todas ellas vestigios en la edificación actual. Aunque la primera piedra de la nueva catedral se colocó en 1321, las obras no concluyeron en lo esencial hasta finales del siglo XVI. Durante la Baja Edad Media y el Renacimiento se construyeron grandes iglesias y monasterios, como el convento de san Pablo, (gótico tardío), el monasterio de las Claras (gótico), el monasterio de san Francisco (gótico con elementos añadidos renacentistas y barrocos), o la iglesia de la Compañía, (típicamente jesuita). La nobleza castellana, los señoríos eclesiásticos o la propia diócesis, que durante los siglos XIV y XV fue de las más extensas y ricas de Castilla, patrocinaron estas construcciones.

### Edad Moderna

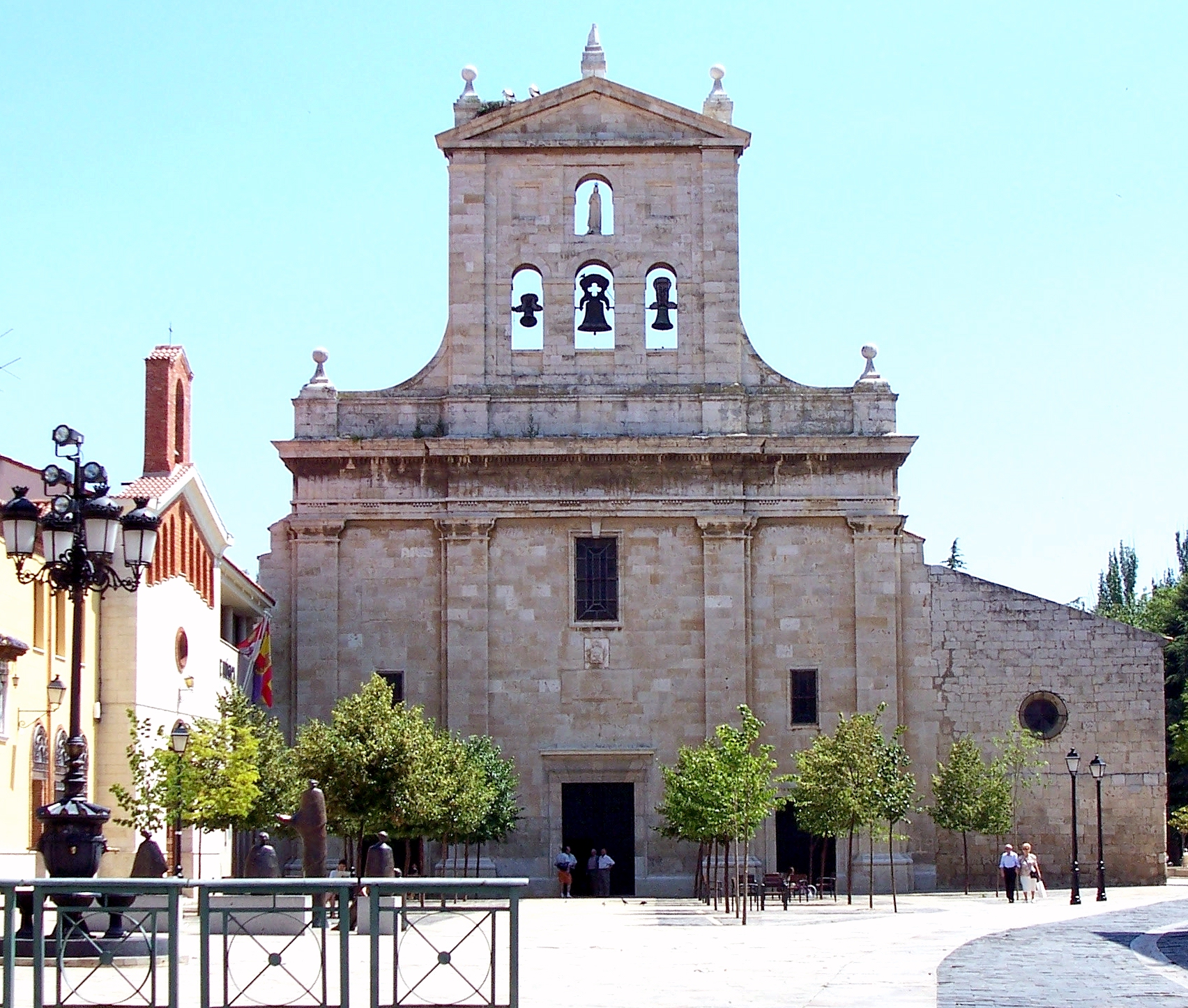
Iglesia del convento de san Pablo

La prosperidad económica del siglo XVI convirtió a Palencia, junto a otras provincias castellanas, en el corazón económico y demográfico del Imperio español. Ya en el siglo XVIII, el acontecimiento más beneficioso para la vida de la ciudad fue la construcción del canal de Castilla impulsada por el rey Fernando VI continuada con Carlos III, una de las más representativas obras de ingeniería civil de la época en Europa, comienza en Alar del Rey y cuenta con 38 esclusas en la geografía palentina que riega de norte a sur. Pasa próximo a San Quirce entre las esclusas 1.ª, 2.ª y 3.ª, llegando a Herrera se encuentran las tres siguientes esclusas, y la de retención de San Andrés en lo que fuera fábrica de Batán, siguiente esclusa Ventosa de Pisuerga, sigue Zarzose, después Naveros, San Llorente, Puente del Rey, esclusa 15 en el camino de Villadiezma; cruza arroyo de Vallarna y el Puente de Requena para llegar a Frómista donde están las esclusas 17 a 21, después Piña, Monzón, Palencia y Grijota; en Villamartín alcanza Viñalta y de allí se deriva un ramal recto que viene hasta los márgenes del río Carrión, en Palencia. Desde Palencia va hasta Villamuriel, cruza los sotos de Aites y Albures donde hay cuatro esclusas más y atraviesa el viejo camino real, en la esclusa 38, en Dueñas para ya entrar en la provincia de Valladolid.

### Edad Contemporánea

#### SiglosXIXyXX

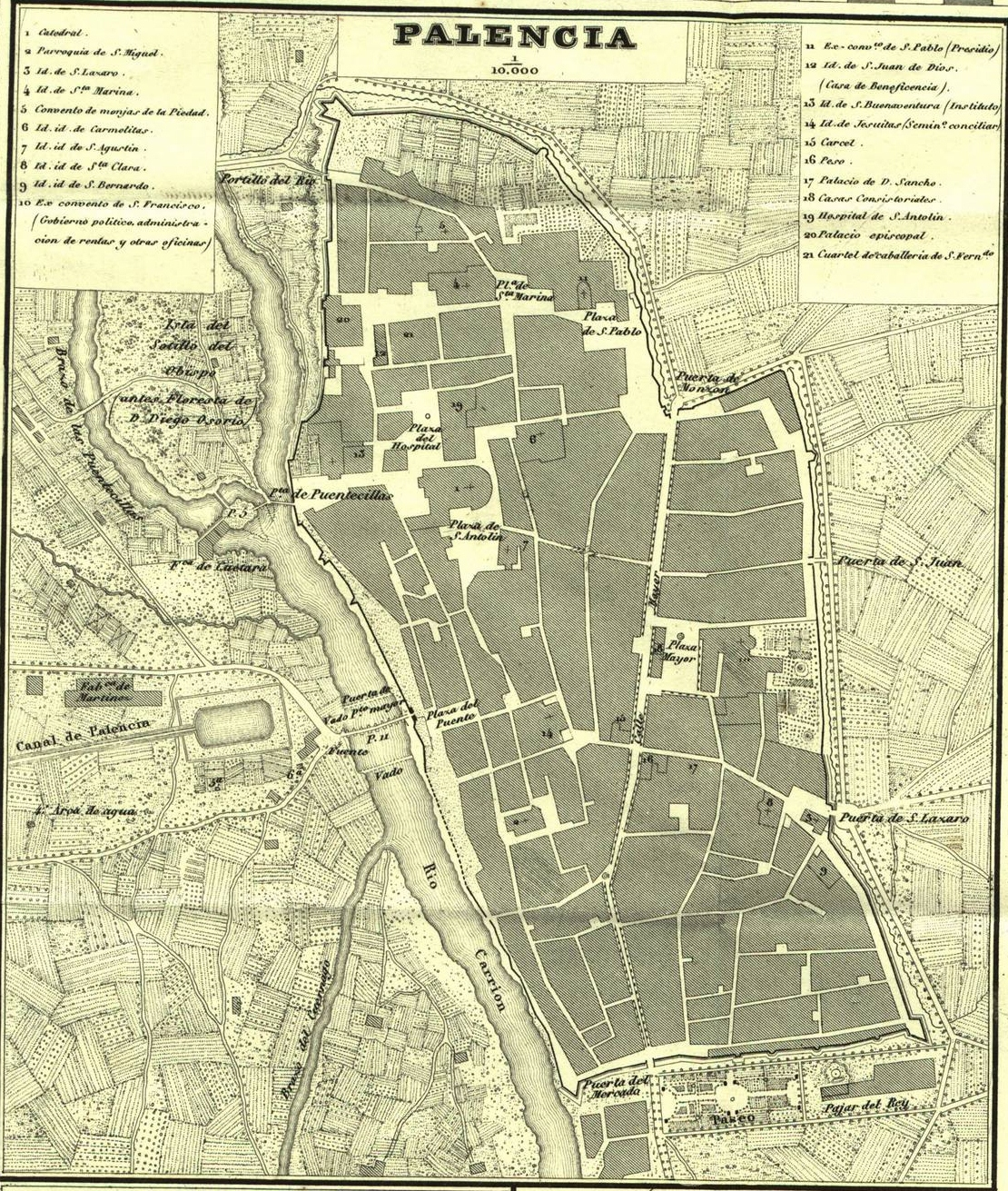
Mapa de la localidad publicado en 1852 realizado por Francisco Coello

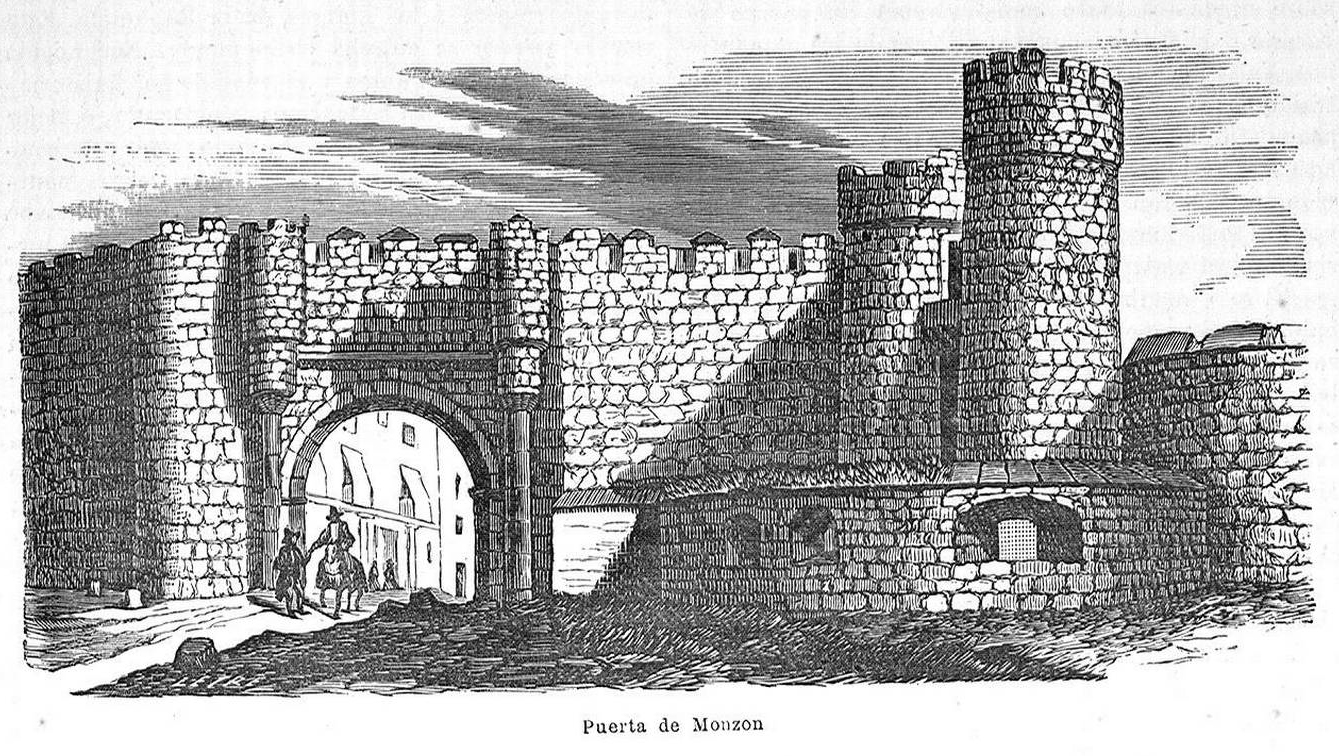
Grabado del siglo de la desaparecida puerta de Monzón

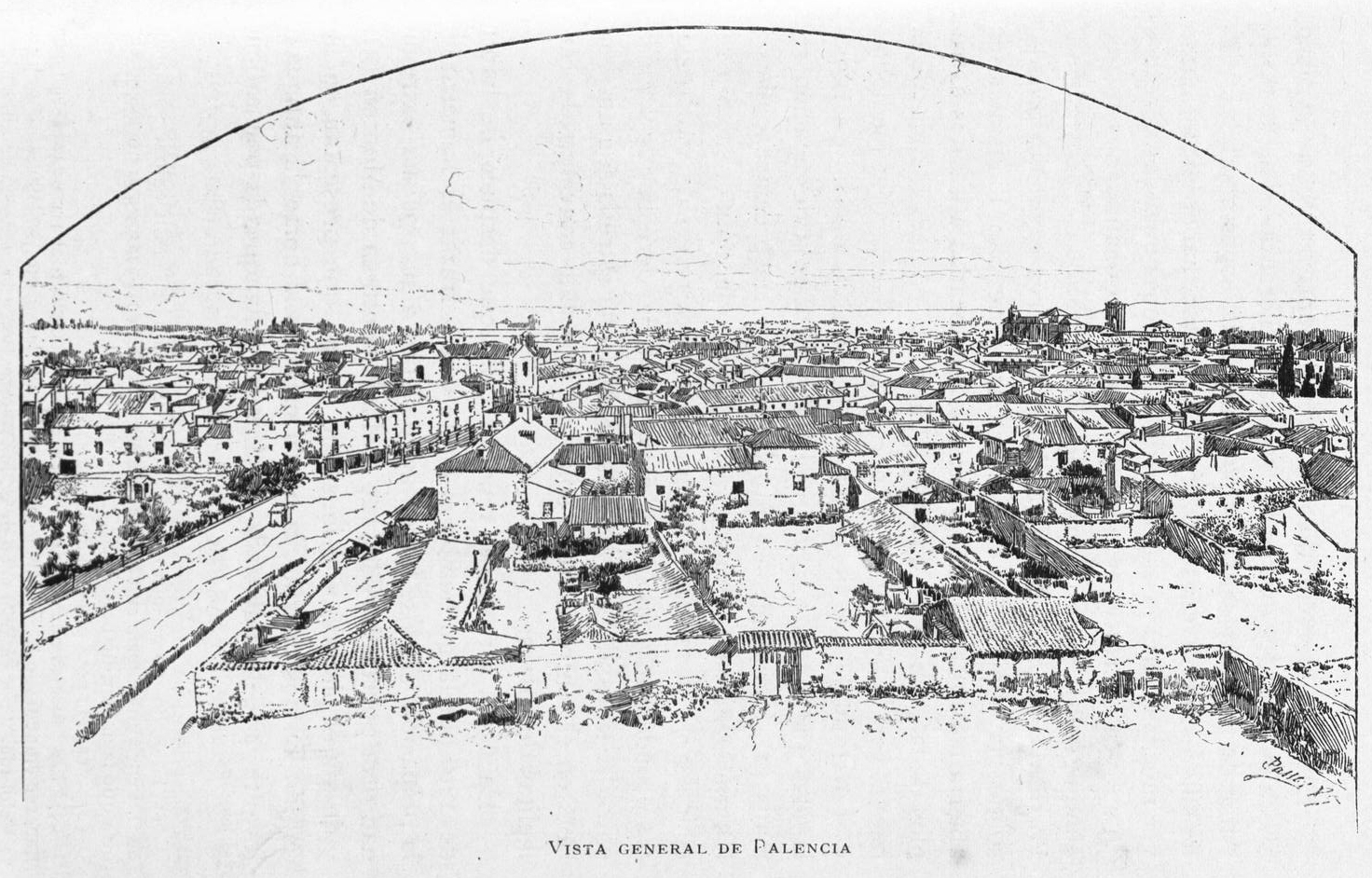
Vista general de Palencia en un dibujo de 1885

Durante el siglo XIX, se derribó la muralla de la ciudad, de la que formaba parte por ejemplo la puerta de Monzón.
El siglo XX dejó una importante huella en la ciudad. La Primera Guerra Mundial y la guerra civil española favorecieron, hasta cierto punto, el desarrollo económico de la ciudad, cuyas industrias (harina, lana, armas) eran imprescindibles para el abastecimiento de los beligerantes. En el siglo XX destacó la actividad creativa de importantes artistas palentinos, como el escultor Victorio Macho con su célebre Cristo del Otero y su Monumento a Berruguete o el arquitecto Jerónimo Arroyo que dejó en la ciudad multitud de edificios y palacios como el Palacio de la Diputación, el colegio Villandrando, el Instituto Jorge Manrique o el actual centro de salud de la Puebla.
En la Palencia prebélica el partido con mayor fuerza era el Partido Socialista, mientras que en la provincia el partido más importante era Acción Popular Agraria. La Falange contaba con muy pocos afiliados, y la mayoría de ellos se encontraban en prisión.
El 19 de julio de 1936 una columna militar salió hacia Venta de Baños y tomó la estación de tren, a continuación toda la ciudad sin que apenas alguien se percatara de ello. A las siete de la mañana, otra fuerza salió hacia el centro de la capital provincial para declarar el estado de guerra y ocupar los edificios más importantes. A diferencia de lo sucedido en Venta de Baños hubo una fuerte oposición al levantamiento, se produjeron tiroteos por las calles y una gran resistencia en el Gobierno Civil republicano durante dos horas a cargo de guardias de Asalto y Carabineros concentrados por el gobernador, López Muñiz quien después de haber sido detenido, fue fusilado. La Diputación, el Ayuntamiento y la estación de trenes fueron ocupados con más facilidad. El general Ferrer de Miguel se hizo cargo de la Diputación Provincial y del Gobierno Civil, aunque desde el 19 de julio ambas autoridades habían sido entregadas a un mando militar. Un capitán de artillería fue nombrado alcalde. Muchos fueron los detenidos durante esos días en Palencia, especialmente cuando llegaron armados desde los pueblos de la provincia, respondiendo a la convocatoria del gobernador civil. Por su parte, el jefe de la Falange palentina fue liberado y organizó rápidamente una escuadra mixta de falangistas y guardias civiles que recorrió los pueblos de la provincia eliminando todo tipo de resistencia. Gran parte de los represaliados fueron enterrados en la fosa de los alcaldes, en el antiguo cementerio de la ciudad, transformado en 1981 en el parque infantil de La Carcavilla, y donde a partir de 2009 comenzaron las exhumaciones a cargo de la ARMH. Se estima que son 497 las personas enterradas allí.
La remodelación de la ciudad emprendida a fines del siglo XX propició la creación de multitud de espacios verdes, como el parque de la Carcavilla o la Isla dos Aguas, que llevaron a la ciudad a ser la primera en zonas verdes por habitante de España.[cita requerida]

#### SigloXXI

Palencia se encuentra dentro de la línea de alta velocidad Valladolid-Palencia-León

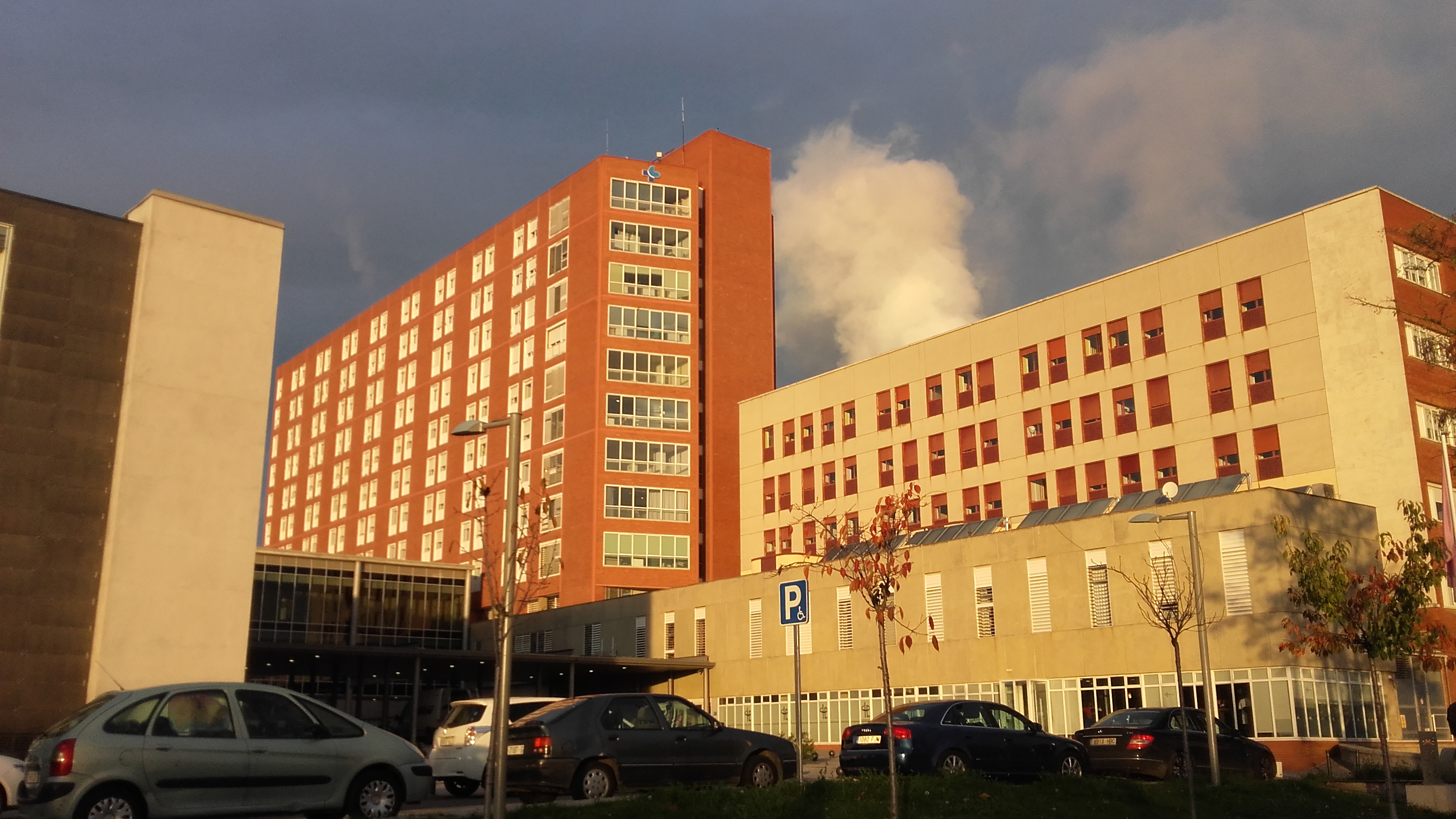
Hospital Río Carrión, inaugurado en 1954. Está prevista la demolición del edificio antiguo para ser sustituido por unas instalaciones más modernas, que completarán las ya existentes en su entorno

En la actualidad es sobre todo una ciudad de servicios, aunque tiene una gran importancia la industria del automóvil y auxiliares, agroalimentarias y de materiales de construcción. Palencia ha experimentado profundos cambios urbanísticos. Como se ha dicho es hoy una de las ciudades con una mayor cantidad de espacios verdes por habitante de España y el centro tiene pocas calles que no sean peatonales. Estas zonas, al igual que los parques, siguen creciendo. Rodeando la ciudad se han instalado en la primera década del siglo XXI numerosos molinos eólicos que suministran energía limpia para la ciudad.
El 10 de octubre de 2006 se inauguró el Nuevo Estadio Municipal La Balastera, un gran edificio de metal y cristal con cuatro torres inclinadas y translúcidas, obra del arquitecto Francisco Mangado. Se trata de un estadio de gran tamaño y espectacularidad a pesar de que fue realizado para el Club de Fútbol Palencia, equipo que en el momento de su construcción se encontraba en segunda división B y a día de hoy ha desaparecido.
En el entorno de la Nueva Balastera (o Sector 8) se inauguró en 2011 un nuevo centro comercial y de ocio. Anexo a este barrio se desarrollará otro que llegará hasta la Carretera de Benavente-Palencia, que bordea la ciudad.
En 2008 se crearon dos importantes centros deportivos en la ciudad: el Centro Deportivo La Lanera y el Centro de Prevención de riesgos en actividades de tiempo libre (conocido como El Rocódromo), que dispone de rápidos, tirolinas, rocódromos, cascadas, cuevas sobre y bajo el agua, entre otras atracciones. Será utilizado para realizar cursos sobre la práctica de deportes como piragüismo, escalada, submarinismo y espeleología, entre otros.[cita requerida]
Desde 2010 se han instalado en la ciudad numerosos carriles bici y puntos de alquiler de bicicletas.

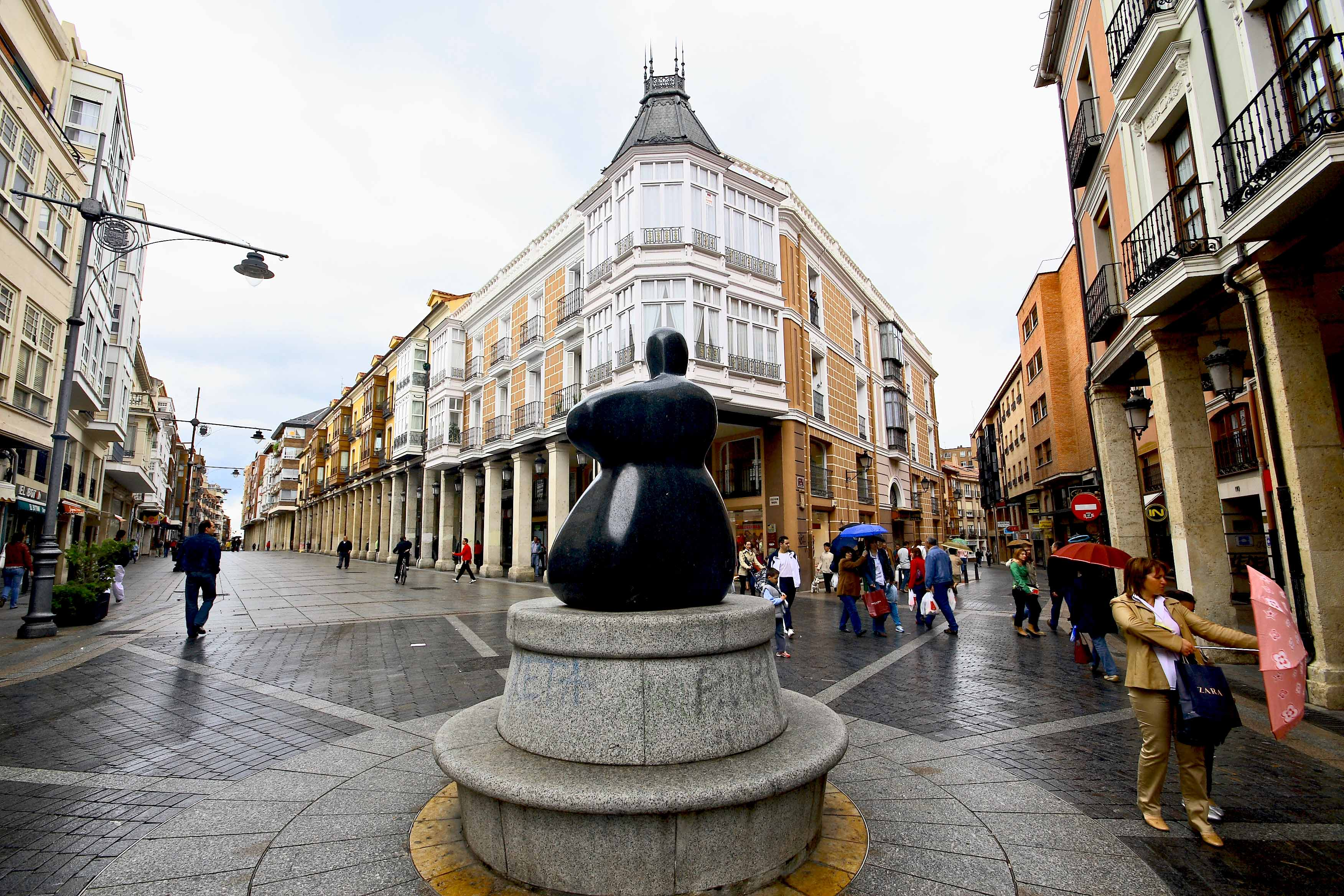
Calle Mayor de Palencia, con la estatua a la mujer palentina

La plaza de toros de Palencia, denominada oficialmente Campos Góticos, fue inaugurada el 2 de septiembre de 1976, coincidiendo con la festividad de san Antolín, y diseñada por el arquitecto Luis Gutiérrez Gallego, empleándose cien días en su construcción. En 2009 la Diputación Provincial, propietaria de la plaza, constituyó una comisión de aficionados y periodistas taurinos, y convocó un concurso para dotarla de nombre a través de una votación popular por medio de internet, pero su resultado tuvo que anularse ya que el sistema no impedía que una misma persona votara en más de una ocasión. En septiembre se cambió el sistema de votación, por medio de llamadas telefónicas, las cuales impedían la emisión de más de un voto. Los resultados, publicados en octubre, revelaron que se recibieron 382 llamadas, el número de votos válidos fue de 267. El nombre ganador fue el de Campos Góticos, nombre con el que se venía denominando habitualmente al coso, con 107 votos. Se planea una escultura que represente en tamaño natural al torero Marcos de Celis.
En 2007 se propuso la ampliación del campo de golf municipal en la margen derecha del río, al sur de la ciudad. Finalmente el proyecto no se llevó a cabo y el espacio se utilizó para crear uno de los parques más amplios de la ciudad: el parque Ribera Sur que se situó a pocos metros del nuevo Centro Deportivo La Lanera lo que, unido a la instalación de parques infantiles y de mantenimiento para la tercera edad y a la red de carriles bici que lo rodea, ha pasado a formar uno de los centros deportivos más importantes de la urbe.
En 2015 se inauguró el tramo de alta velocidad que conecta con Madrid y León a través de Valladolid, sumándose Palencia a las demás ciudades que cuentan con esta moderna infraestructura ferroviaria. El 22 de marzo de 2018 parte de la ciudad fue declarada bien de interés cultural, en la categoría de conjunto histórico.

## Demografía
Palencia cuenta con una población de 76 578 habitantes (INE 2024).
| Gráfica de evolución demográfica de Palencia entre 1842 y 2021                                                      |
| |
| Población de derecho según los censos de población del INE Población de hecho según los censos de población del INE |

Históricamente ha sido un centro receptor de migración interior, especialmente durante las décadas 1950-1970 en el llamado éxodo rural, al tener una industria más activa y dinámica que las comarcas circundantes como Tierra de Campos y El Cerrato. El crecimiento anual relativo fue del 1,01 % (periodo 2005-2006), siendo una de las pocas excepciones de toda la provincia, que por lo general pierde población, y así lo ha vuelto a hacer desde 2009.

## Símbolos

### Bandera
La bandera de la ciudad de Palencia es de color morado, consecuencia del error en que incurrió la tradición erudita de finales del siglo XIX y principios del XX de la degradación de los tintes naturales de color gules o carmesí del pendón de Castilla, que era de color carmesí. En el centro de la misma campea su escudo.

### Escudo
El escudo de Palencia es cuarteado; en el primer y cuarto cuartel, sobre fondo de azur, muestra la cruz otorgada a la ciudad por el rey Alfonso VIII de Castilla; en el segundo y tercero, de gules, un castillo de oro almenado de tres almenas (el blasón del reino de Castilla), mamposteado de sable y aclarado de azur. El escudo figura sobre pergamino heráldico de oro.
Al timbre corona real antigua, abierta, compuesta por un círculo de oro engastado de piedras preciosas que sostiene ocho florones, de hojas de acanto, visibles cinco, interpolado de perlas. La cruz que aparece representada en el escudo simboliza la «Cruz de la Victoria» que fue entregada por el rey Alfonso VIII al obispo Tello Téllez de Meneses por la actuación heroica de los palentinos en la batalla de las Navas de Tolosa que tuvo lugar en 1212. El castillo de oro sobre el campo de gules es el símbolo que representa al antiguo reino de Castilla, del que formó parte Palencia.

### Himno
El himno de Palencia fue obra del músico Antonio Guzmán Ricis, que falleció en Palencia en 1944, junto a otra destacada figura de la cultura palentina: el escritor y poeta Ambrosio Garrachón Bengoa, que se encargó de la letra que acompaña a la pieza musical. Dos jóvenes que contaban 32 y 28 años, respectivamente, cuando culminaron el trabajo.

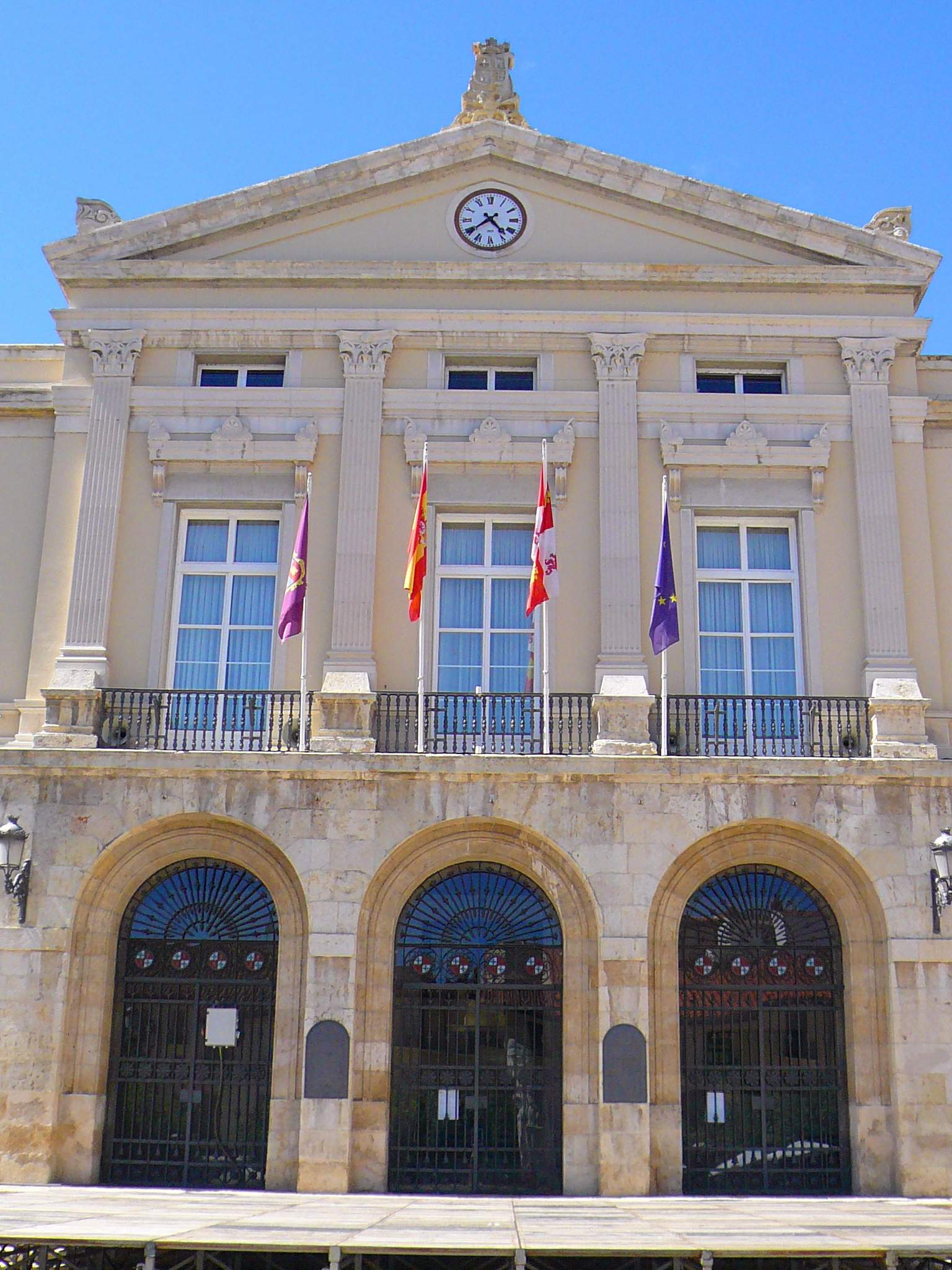
Sede del Ayuntamiento de Palencia

## Administración y política

### Gobierno municipal
| Periodo   | Nombre                    | Partido | Partido                                  |
| --------- | ------------------------- | ------- | ---------------------------------------- |
| 1979-1983 | Francisco Jambrina Sastre |         | Unión de Centro Democrático (UCD)        |
| 1983-1987 | Francisco Jambrina Sastre |         | Alianza Popular (AP)                     |
| 1987-1991 | Antonio Encinas Losada    |         | Partido Popular (PP)                     |
| 1991-1995 | Heliodoro Gallego Cuesta  |         | Partido Socialista Obrero Español (PSOE) |
| 1995-1999 | Marcelo de Manuel Mortera |         | Partido Popular (PP)                     |
| 1999-2011 | Heliodoro Gallego Cuesta  |         | Partido Socialista Obrero Español (PSOE) |
| 2011-2019 | Alfonso Polanco Rebolleda |         | Partido Popular (PP)                     |
| 2019-2023 | Mario Simón Martín        |         | Ciudadanos (CS)                          |
| 2023-act. | Miriam Andrés Prieto      |         | Partido Socialista Obrero Español (PSOE) |

| Partido político                                    | 2023        | 2023        | 2023        | 2019   | 2019  | 2019       | 2015   | 2015  | 2015       | 2011   | 2011  | 2011       | 2007   | 2007  | 2007       |
| Partido político                                    | Votos       | %           | Concejales  | Votos  | %     | Concejales | Votos  | %     | Concejales | Votos  | %     | Concejales | Votos  | %     | Concejales |
| Partido Socialista Obrero Español (PSOE)            | 14 487      | 36,83       | 10          | 16 303 | 37,86 | 11         | 12 875 | 30,49 | 8          | 16 119 | 37,17 | 10         | 21 960 | 48,05 | 13         |
| Partido Popular (PP)                                | 12 382      | 31,48       | 8           | 14 366 | 33,36 | 9          | 15 843 | 37,52 | 10         | 21 335 | 39,20 | 14         | 18 445 | 40,36 | 11         |
| Vox                                                 | 4361        | 11,08       | 3           | 2633   | 6,11  | 1          | —      | —     | —          | —      | —     | —          | —      | —     | —          |
| ¡Vamos Palencia!                                    | 4177        | 10,62       | 3           | —      | —     | —          | —      | —     | —          | —      | —     | —          | —      | —     | —          |
| Podemos                                             | 2029        | 5,15        | 1           | 1436   | 3,33  | 0          | —      | —     | —          | —      | —     | —          | —      | —     | —          |
| Ciudadanos (CS)                                     | 1243        | 3,16        | 0           | 5138   | 11,93 | 3          | 4388   | 10,39 | 3          | —      | —     | —          | —      | —     | —          |
| Ganemos Palencia-Izquierda Unida-Los Verdes (IU-LV) | Con Podemos | Con Podemos | Con Podemos | 2403   | 5,58  | 1          | 7053   | 16,70 | 4          | 2954   | 6,81  | 1          | 2367   | 5,18  | 1          |

### Organización territorial
Oficialmente la ciudad de Palencia no tiene más divisiones que las marcadas por el código postal; no obstante, existen varios barrios con gran personalidad y autonomía, estando divididos algunos de ellos en zonas más pequeñas.

#### Barrios céntricos

Iglesia de San Lázaro

El casco histórico de la ciudad palentina se subdivide en las zonas:
- Centro-Catedral: es una de las zonas más bellas y transitadas de la ciudad de Palencia y posee un amplio patrimonio de monumentos tanto civiles como religiosos. Comprende la catedral conocida como «La Bella Desconocida», la calle Mayor; principal calle comercial de la ciudad, el Museo Arqueológico, la iglesia de San Miguel y los puentes emblemáticos. Es el barrio más antiguo de la ciudad y data de la época visigoda.
- Centro-La Puebla: en uno de los barrios más amplios y vivos de la capital. En él se encuentra la plaza Mayor, el ayuntamiento o casa consistorial de Palencia, la iglesia de San Francisco, la Diputación de Palencia, la iglesia de San Lázaro, el Teatro Principal entre otros monumentos situados en la calle Don Sancho de Castilla que recibe ese nombre por el palacio de don Sancho que estuvo donde hoy se encuentra el edificio Banco Español de Crédito, las armas de don Sancho de Castilla aparecen en el templo de San Lázaro. Sus edificios, calles y monumentos pertenecen a distintas épocas. El Distrito posee la esencia neoclásica y el art nouveau y decó por sus monumentos. Además es la zona que cuenta con una mayor oferta de ocio nocturno (bares, discotecas...).
- Centro-Salón de Isabel II: barrio romántico por sus parques de la Huerta de Guadián en la que se sitúa la iglesia de San Juan Bautista y del Salón de Isabel II así como el IES Jorge Manrique en el que se encuentra el museo de Jerónimo Arroyo, la plaza España y la plaza Pío XII. Es el extremo sur del centro. Además del paseo del Salón, sus dos arterias principales son las avenidas República Argentina y Modesto Lafuente, originadas como ensanche burgués de la ciudad. Entre ellas se encuentra el llamado barrio de María Cristina formado por casitas unifamiliares de estética similar que constituye una especie de microcosmos u oasis en pleno centro de la ciudad.
- Centro-San Pablo: situado en el fin de la calle Mayor, este barrio posee un frondoso parque (los jardinillos), el importante convento de San Pablo y un entramado de callejuelas muy típico del siglo XX. Es la frontera norte del centro de la ciudad. Junto al parque de Los Jardinillos se halla la estación de ferrocarril.

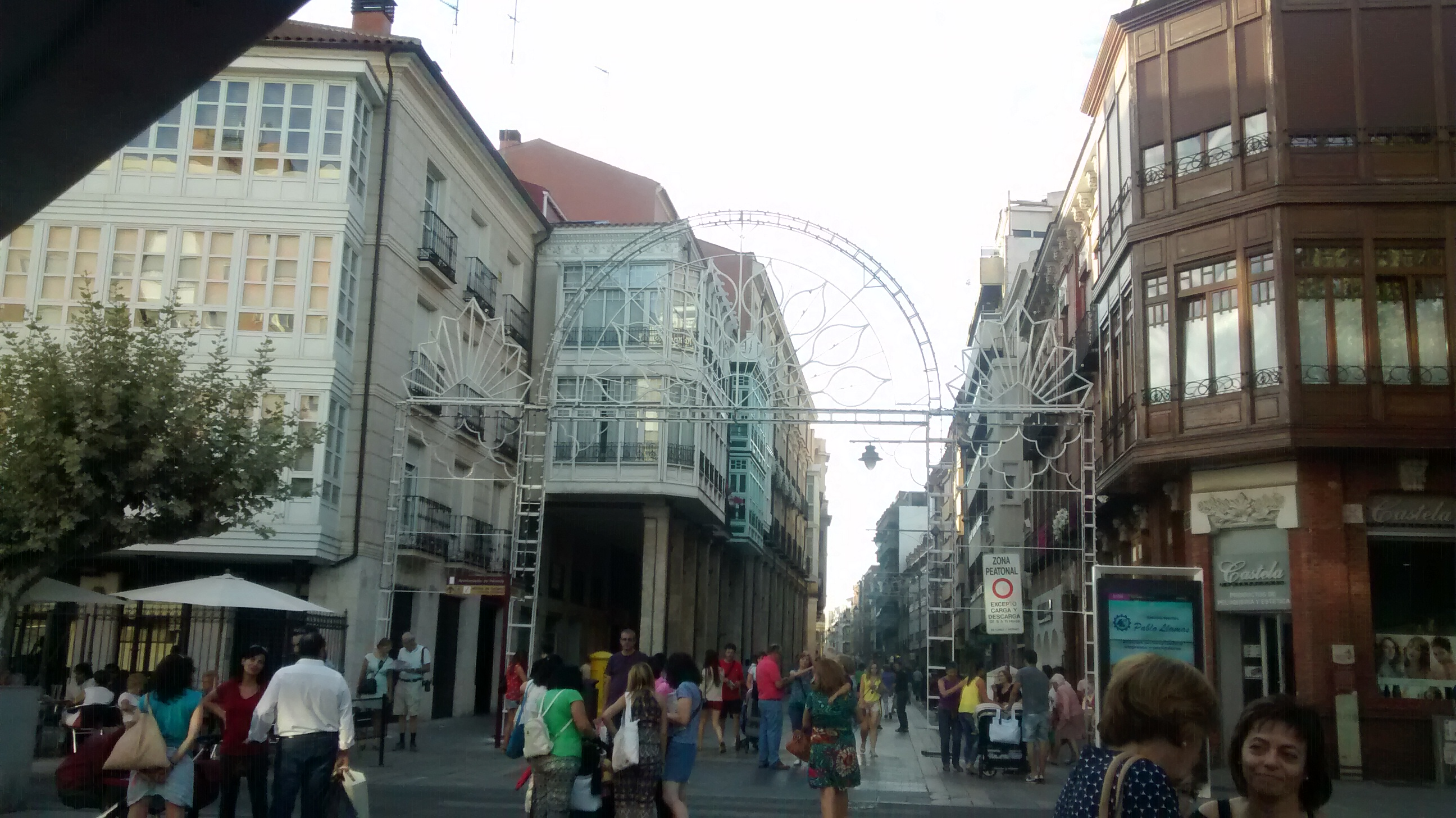
Entrada a la calle Mayor durante las fiestas patronales

#### Barrios del ensanche
- Campo de la Juventud: barrio de la década de 1960 con un complejo deportivo para la juventud, y la gran iglesia de San José construida hace cincuenta años, iglesia de ladrillo típica del desarrollismo de los años sesenta. Se extiende desde la avenida Modesto Lafuente hasta aproximadamente la plaza Rabí Sem Tob. Limita con el Salón de Isabel II y con el barrio de San Telmo - Santiago.
- El Carmen: en este barrio destaca la iglesia del Carmen, relativamente moderna (unos 50 años) de la que parten soportales sostenidos por arcos de ladrillo que se extienden en torno a la plaza del Carmen. El Carmen es un barrio con un amplio crecimiento en los últimos años debido a la multitud de edificios que se están levantando junto a la avenida del paseo de la Julia. Cuenta con el Cultural LECRAC, reforma de la antigua prisión de la ciudad.
- Pan y Guindas: barrio nuevo y tranquilo, principalmente residencial. Durante muchos años fue prácticamente la frontera este de la ciudad.
- Nueva Balastera o Sector 8: situado en la frontera sur de Palencia, es un barrio de nueva construcción y en actual desarrollo urbanístico. Se sitúa en los arrededores del Nuevo Estadio Municipal La Balastera cuenta con el Centro Comercial y de Ocio Arambol y numerosas franquicias de restaurantes.
- Santiago: barrio que combina construcciones de la década de 1970 con otras nuevas, se encuentra en expansión y desarrollo urbanístico. Llega hasta el hospital provincial San Telmo, frente al CEIP Ramón Carande y Thovar.
- Avenida de Madrid: se sitúa en los alrededores de la avenida de Madrid y es un barrio del ensanche con mucha vitalidad. Cuenta con un centro comercial y un rocódromo.

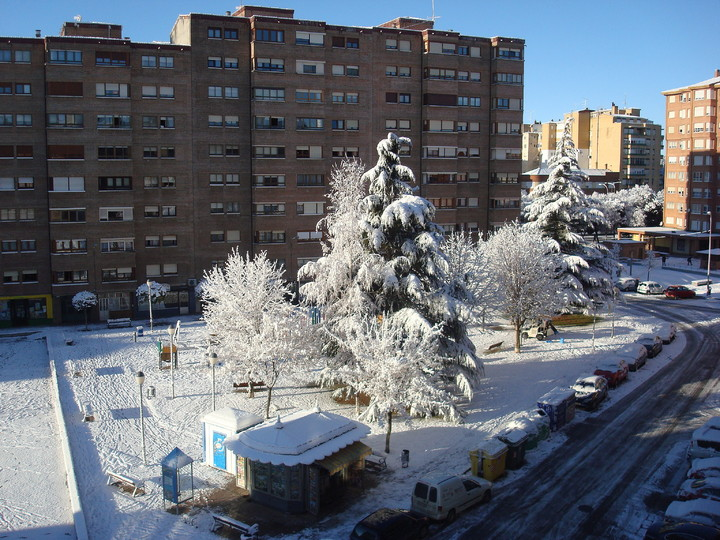
El barrio de San Juanillo con más de 15 centímetros de nieve

- San Juanillo, también conocido como Corea: barrio nuevo y residencial cuyos principales monumentos son la iglesia llamada de María Reina Inmaculada y la plaza de toros de Palencia. Dispone de las instalaciones deportivas de Campos Góticos.
- Eras del Bosque: zona del barrio de San Juanillo, es de la década de 1970, cuenta con amplias zonas verdes y un centro de salud y un mercado. Delimitado por la avenida Santander y el barrio de San Juanillo.
- Ave María: barrio de subida al Cristo del Otero, su principal calle es el paseo del Otero, donde se encuentra su monumento principal: la moderna capilla de María Estela, la antigua fábrica de tejas o «tejera»: en remodelación para albergar el futuro Palacio de Exposiciones y Congresos, y «Las Torretas»: el edificio más alto de la ciudad. Cuenta con una importante zona de ocio en la avenida Derechos Humanos.
- Santa Marina-San Pablo: es la zona más verde, a orillas del río, el pabellón municipal de Palencia y el palacio Episcopal donde se encuentra el Museo Diocesano de Palencia, así como las iglesias de Santa Marina y La Piedad. Se encuentran las Instalaciones deportivas de Eras de Santa Marina y el parque de Las Huertas del Obispo.

#### Barrios periféricos
- Allende el Río: es el único barrio situado en la margen derecha del río, rodeado de zonas verdes entre las que se encuentra la Isla Dos Aguas o el parque del Sotillo de los Canónigos que da acceso al barrio desde la catedral, en Allende del río también se encuentra la Dársena del Canal. Este barrio está en la zona situada más al oeste de la ciudad.
- San Antonio: moderna barriada de los siglos XX y XXI en creciente expansión, dispone de uno de los grandes parques de la ciudad, levantado en el terreno que antiguamente ocupaba el antiguo cementerio de la Carcavilla. Próximo al parque se encuentra la chimenea de la antigua fábrica de la Electrólisis, visible desde diversos puntos de la capital. En él se encuentra la moderna iglesia de San Antonio sede de la parroquia del barrio. Limita con el río Carrión y es la frontera noroeste de la ciudad. *Electrólisis: antiguamente un barrio sin apenas viviendas. Tras la construcción de la «electrólisis» o fábrica del cobre se convierte en una importante zona industrial de Palencia y límite norte de la ciudad. En la actualidad la fábrica ya no existe y el terreno está dentro del barrio residencial de San Antonio.
- Cristo del Otero: límite noroccidental de la ciudad. Construido sobre los alrededores del cerro en que se sitúa uno de los símbolos de Palencia, el Cristo que domina uno de los barrios con mayor personalidad de la ciudad.
- Ntra. Sra. de los Ángeles: distrito industrial en el que se encuentran el actual cementerio Municipal y los polígonos industriales de San Antolín y de Villalobón.

#### Otras zonas
- Prado de la lana: originalmente era un lugar situado completamente fuera de la ciudad que perdió actividad con el cese de la fabricación de las famosas mantas de Palencia, de ahí su nombre. Actualmente es una zona residencial a orillas del río Carrión, denominada la Lanera, que cuenta con un Centro de Ocio y Deportivo y con el parque Ribera Sur.
- Tres Pasos: zona situada entre las vías del ferrocarril y el Cristo. Es de uso residencial.

## Servicios

### Transporte

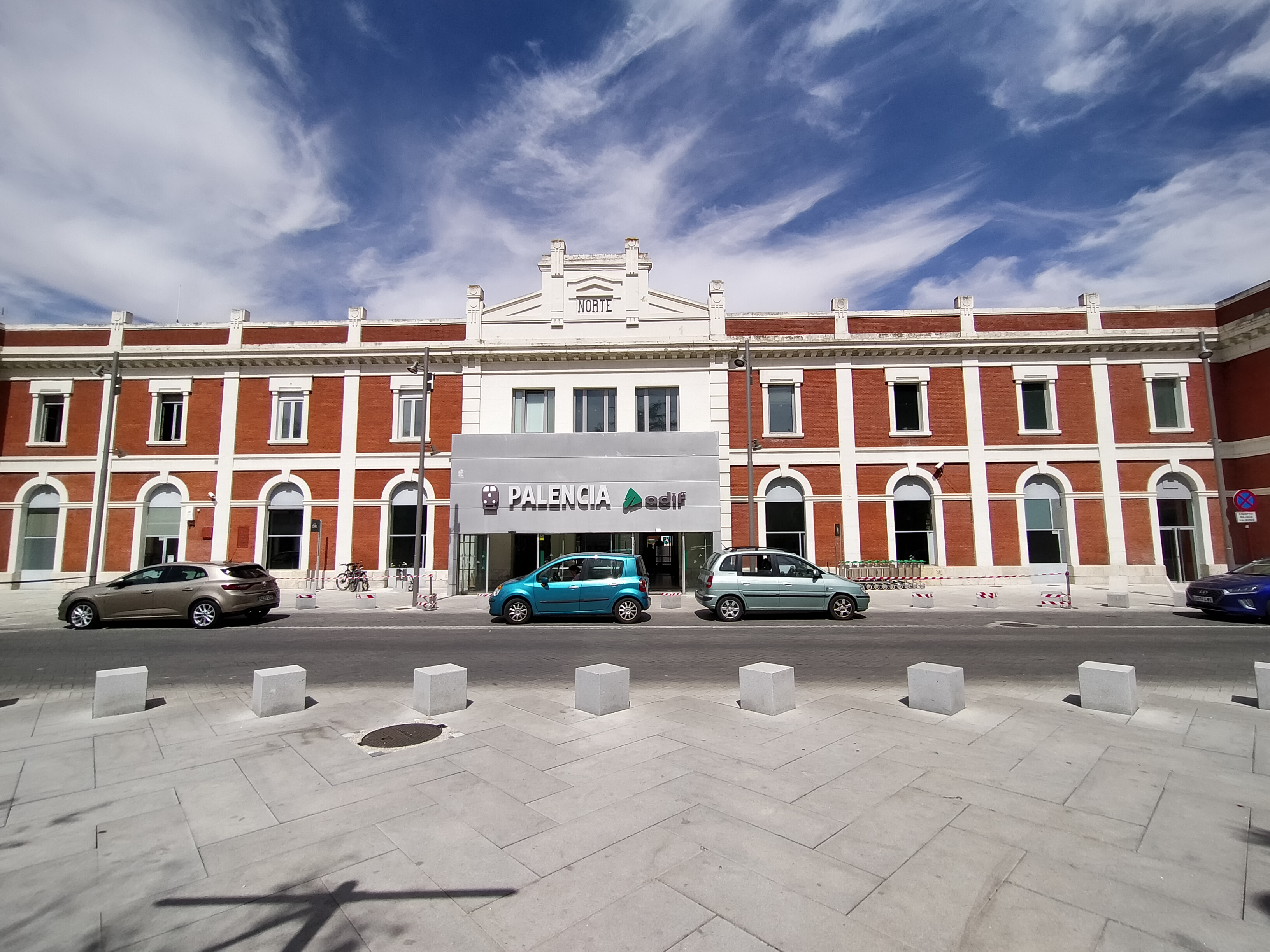
Estación de tren de Palencia

#### Carretera
Por el municipio discurren varias autovías y carreteras nacionales que unen a la ciudad con otras capitales que la rodean.
Destacan las siguientes vías de alta capacidad:
| Identificador | Denominación                 | Itinerario                                 |
| ------------- | ---------------------------- | ------------------------------------------ |
| A-610         | Autovía Palencia - Magaz     | Palencia - Magaz de Pisuerga               |
| A-65          | Autovía Benavente - Palencia | Villalpando - Medina de Rioseco - Palencia |
| A-67          | Autovía de la Meseta         | Venta de Baños - Palencia - Santander      |
| P-11          | Acceso Sur a Palencia        | Palencia - A-67                            |

Las carreteras nacionales que tienen origen en la ciudad o simplemente pasan por ella son:
| Identificador | Itinerario                                |
| ------------- | ----------------------------------------- |
| N-610         | Palencia - Villalón de Campos - Benavente |
| N-611         | Palencia - Santander                      |
| P-12          | A-67 - Palencia                           |

#### Ferrocarril
La ciudad de Palencia se encuentra en un nudo ferroviario de gran importancia formando parte de las líneas Venta de Baños-Gijón y LAV Valladolid-Palencia-León y siendo el comienzo de la Línea Palencia-Santander, también dispone de ramales que la unen con la Línea Madrid-Hendaya. Debido a esto es paso obligado en los convoyes que se salen o se dirigen hacia León, Asturias, Cantabria y País Vasco y un punto clave en la red de AVE para la zona. De igual modo además de ser un nudo en el tráfico de pasajeros también lo es en el de mercancías, destacando sus conexiones con El Musel en Gijón, el puerto de Avilés y el puerto de Santander.
Cuenta con amplios servicios de Alta velocidad, Larga distancia y Media Distancia operados por Renfe.

#### Autobuses urbanos

Un autobús de la línea 2

Palencia cuenta con un servicio de autobuses urbanos formado por seis líneas diurnas, nombradas con números, gestionado por Palbus. El parque móvil es de dieciséis autobuses. También cuenta con una de las tarifas más baratas de España (0,80 €). Existen veintiséis paradas dotadas con letreros de información electrónica. El número aproximado de usuarios por año en 2016 fue de unos 2 200 000. Además, cuenta con Wi-Fi gratis en todos los autobuses y sistemas inteligentes con voz en todos los autobuses anunciando las paradas.
Líneas
| Línea   | Recorrido                               | Horario laborables | Horario sábados   | Horario domingos | Frecuencia lunes a viernes | Frecuencia sábados | Frecuencia domingos |
| ------- | --------------------------------------- | ------------------ | ----------------- | ---------------- | -------------------------- | ------------------ | ------------------- |
| Línea 1 | San Antonio - Campus                    | 6:40 a 22:30       | 6:40 a 22:30      | 8:30 a 22:30     | 20 minutos                 | 20 minutos         | 30 minutos          |
| Línea 2 | Camino de la Miranda - Campus           | 6:30/7:00 a 22:50  | 6:30/7:00 a 22:50 | 8:15 a 22:15     | 15/20 minutos              | 20 minutos         | 30 minutos          |
| Línea 3 | Hospital Río Carrión - San Telmo        | 7:00 a 22:30       | 7:00 a 22:30      | 7:30 a 22:30     | 35 minutos                 | 30 minutos         | 30 minutos          |
| Línea 4 | Allende el Río - Campus                 | 6:30 a 22:00       | 6:30 a 22:00      | 9:00 a 22:00     | 60 minutos                 | 60 minutos         | 60 minutos          |
| Línea 5 | Cristo del Otero - Hospital Río Carrión | 7:00 a 21:30       | 7:00 a 14:30      | Sin servicio     | 60 minutos                 | 60 minutos         | 60 minutos          |
| Línea 6 | Plaza de León - Monte El Viejo          | 11:30 a 21:00      | 11:30 a 21:00     | 11:30 a 21:00    | 60 minutos                 | 60 minutos         | 60 minutos          |

#### Alquiler de bicicletas

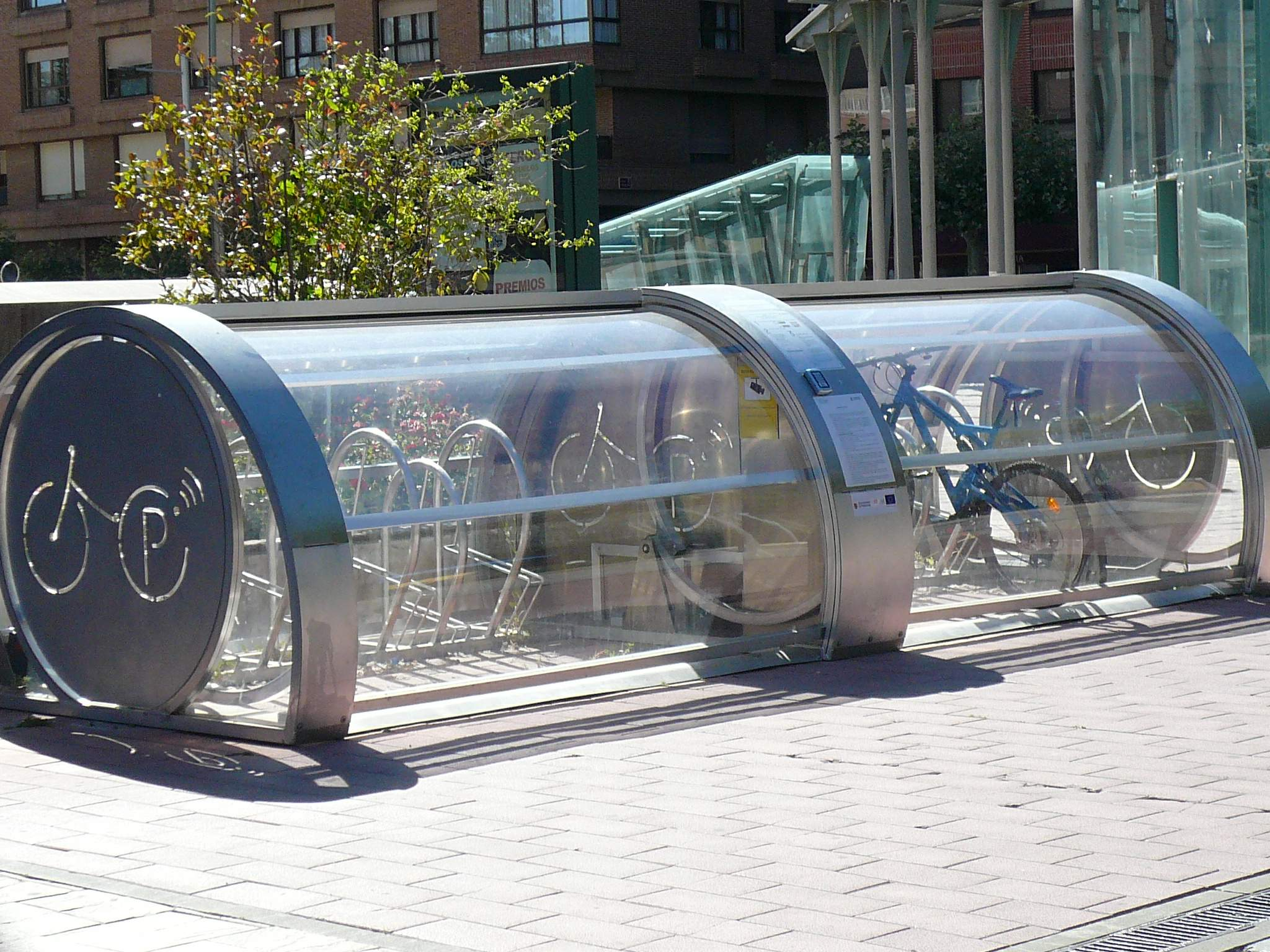
Aparca bicis automatizados en la plaza Pío XII

En 2008, Palencia dispuso de un sistema gratuito de préstamo de bicicletas, que funcionaba durante doce horas al día. Había 45 bicicletas repartidas en cinco bases situadas en la plaza Pío XII, plaza de San Pablo, avenida de Santander, Escuela de Idiomas y Campus Universitario de La Yutera.
Tras el abandono y la desaparición de dichas bicicletas, las bases se transformaron en aparca bicis inteligentes.
Estaba previsto una futura puesta en marcha de este programa pero fue definitivamente abandonado en 2024.

## Cultura

### Patrimonio

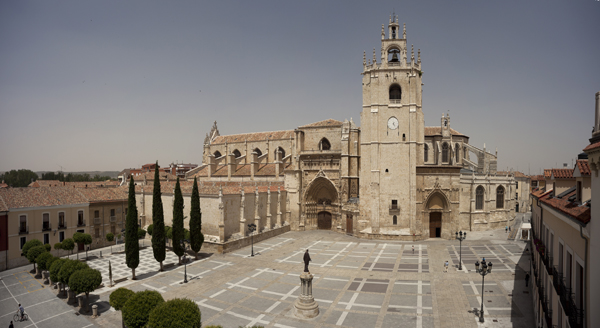
La catedral de Palencia desde la plaza de la Inmaculada

Palencia, como la mayoría de ciudades castellanas, cuenta con un gran patrimonio histórico-artístico, que atestigua la importancia que tuvo en el pasado. A pesar de contar con importantes monumentos como la catedral, una de las más grandes de España, el Cristo del Otero que es una de las imágenes de Jesús más grandes del mundo o cinco Monumentos Nacionales y singulares fiestas de gran interés como la Semana Santa o la Romería de Santo Toribio, Palencia no es una ciudad favorita para el turismo y aunque crece año a año el número de turistas lo hace muy lentamente.
La ciudad se sitúa entre las ciudades de España con una mayor superficie ajardinada en relación con el número de habitantes que tiene; además, cuenta una extensa red de calles peatonales en el centro, y está considerada como una de las ciudades más sostenibles y limpias de España.

#### Monumentos civiles

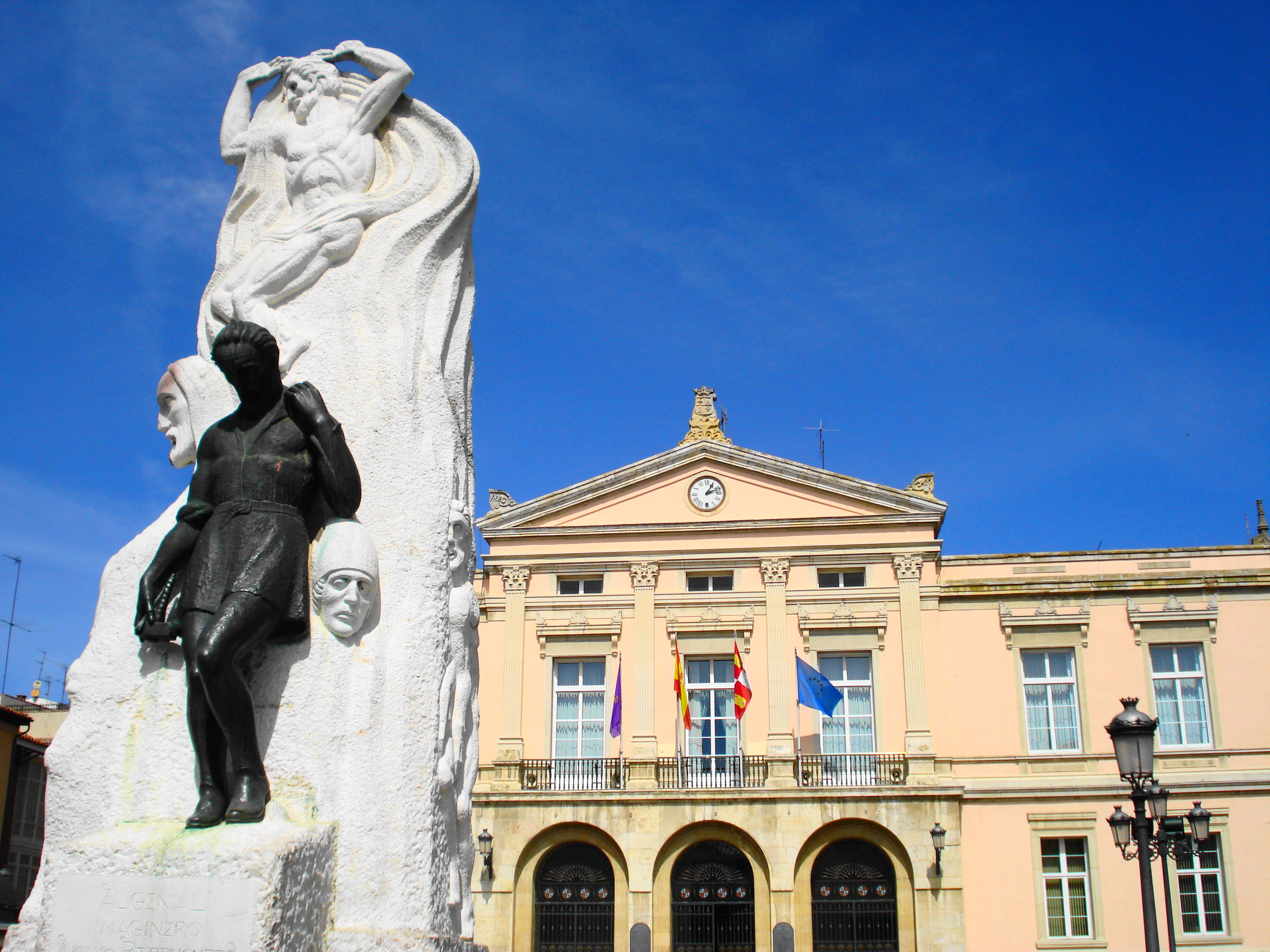
Monumento a Alonso Berruguete; al fondo el Ayuntamiento de la capital

- Calle Mayor: se trata de la vía principal de la ciudad y centro de la actividad comercial, administrativa y cultural de Palencia. En esta calle y en sus inmediaciones se encuentran los edificios civiles de mayor interés.
- Plaza Mayor y Ayuntamiento: la plaza Mayor fue construida en el siglo XVII para celebrar en ella los festejos públicos y el mercado. Tres de sus lados están soportalados y está presidida por la Casa Consistorial, construcción neoclásica del siglo XIX.
- Palacio de la Diputación: edificio de 1914 de estilo neorrenacentista, proyectado por el arquitecto palentino Jerónimo Arroyo. Destaca su fachada principal y las obras de artistas palentinos que alberga en su interior.
- Casa del Cordón: edificio del siglo XVI rematado en su fachada con un cordón franciscano. En su interior se encuentra el Museo Arqueológico Provincial. Es el único monumento civil renacentista de la ciudad.
- Puentecillas: puente de origen romano, reformado en el siglo XVI. El más antiguo de la ciudad, es de uso peatonal. En una de sus entradas se encuentra el famoso Bolo de la Paciencia.
- Puente Mayor: construcción en piedra del siglo XVI, reformado y ampliado a finales del XVIII.
- Puente de Hierro: de principios del siglo XX.
- Colegio Villandrando: notable edificio de estilo Neogótico y modernista de la calle Mayor. Proyectado por Jerónimo Arroyo, destaca la cerámica que remata la fachada, obra de Daniel Zuloaga.
- Hospital de San Bernabé: situado en las inmediaciones de la Catedral. Fundado en el siglo XII y reconstruido en el siglo XV.
- Casa Junco: construcción nobiliaria del siglo XVIII, de estilo barroco. Situado en la calle Mayor.
- Casa de Flora Germán: Edificio modernista de Jerónimo Arroyo, destacan sus miradores y su cúpula ovoide que sobresale notablemente por entre los tejados de la calle Mayor.

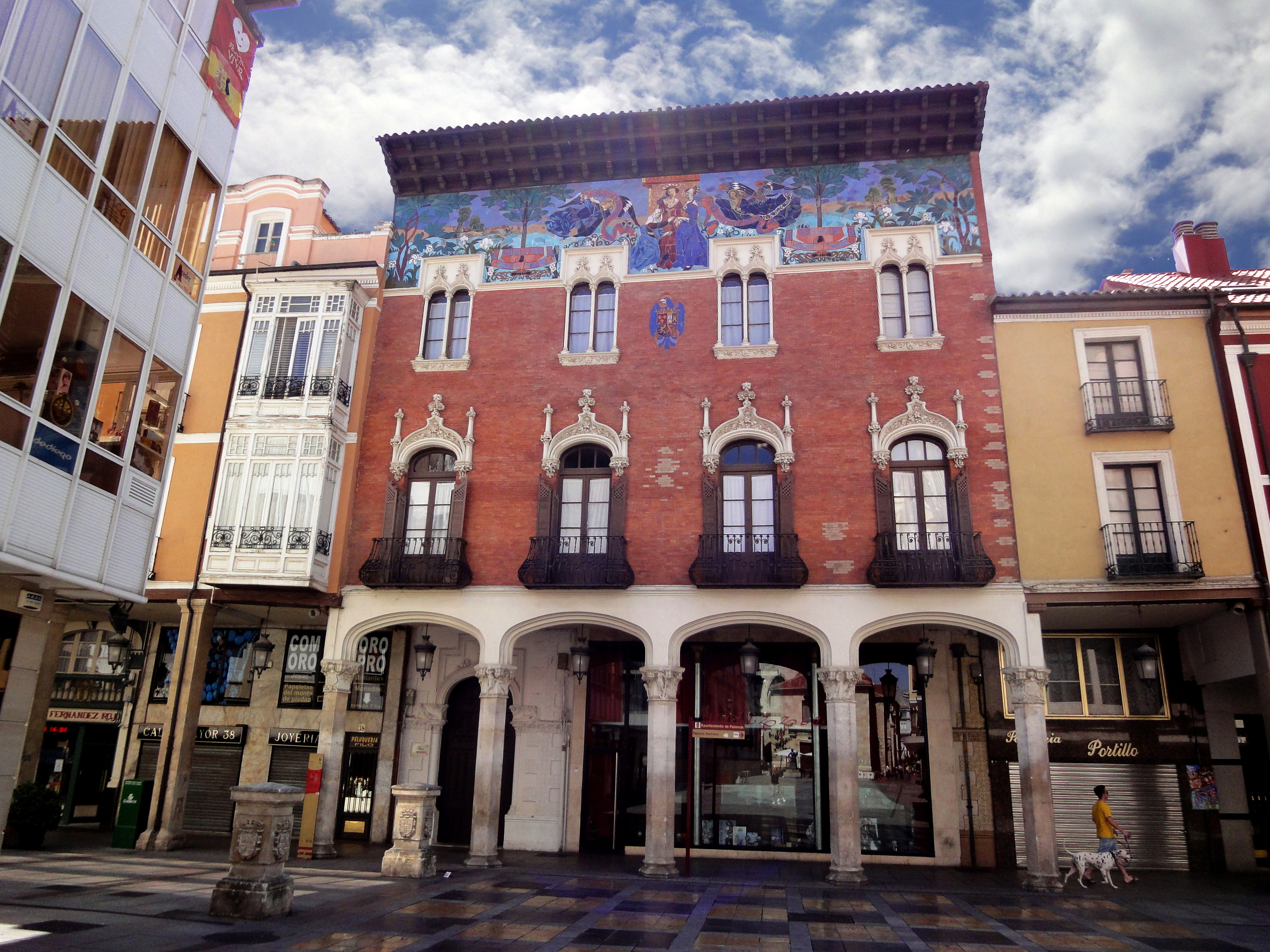
Colegio Villandrando

- Consejo de Cuentas de Castilla y León (Casa de Ramón Alonso): Edificio de Jerónimo Arroyo situado en la confluencia de la calle Bocaplaza con la calle Mayor (una de las zonas más sofisticadas de la ciudad). Presenta dos interesantes torres con vitrales coloreados. Frente a él se encuentra la estatua a su autor.
- Edificio de Correos: construido en 1916 según el proyecto de Jacobo Romero.
- Teatro principal: construido en el siglo XIX según el modelo de los teatros italianos. Tras sufrir un incendio en 1826 es reconstruido y remodelado.
- IES Jorge Manrique: es el mayor instituto de Palencia y en una de sus cúpulas se encuentra el museo de Jerónimo Arroyo.
- Mercado de abastos: Notable edificio palentino por albergar un gran mercado y por ser la única obra de hierro y cristal de Palencia, proyectado por Juan Agapito Revilla fue construido en 1898.
- Casino de Palencia.

#### Monumentos religiosos

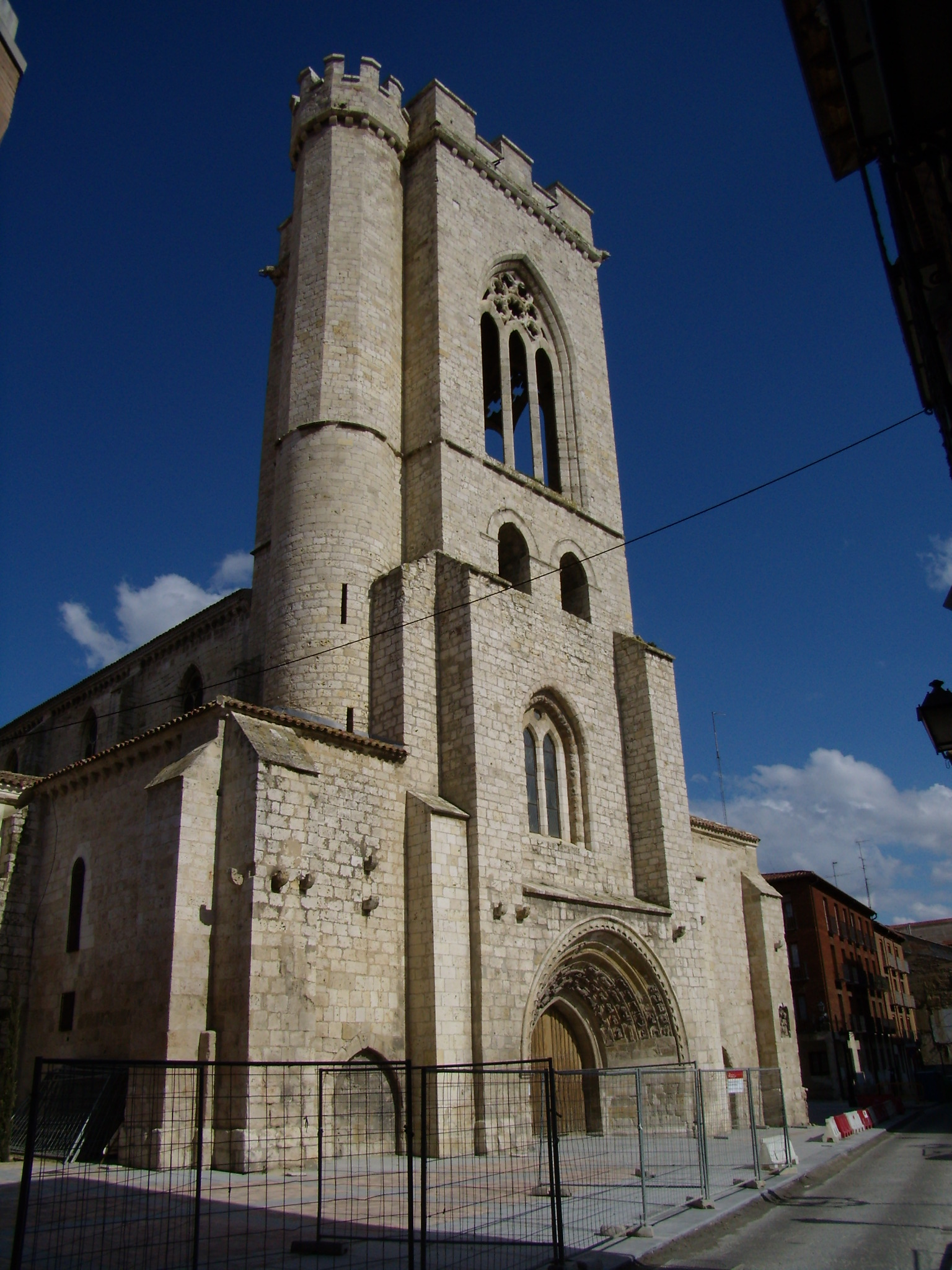
Iglesia de san Miguel, con su característica torre

- Catedral de San Antolín: principal monumento de la ciudad de Palencia, construida en estilo gótico. Es Monumento Nacional desde 1929. En su interior guarda numerosas y valiosas obras de arte entre las que destacan:
  - El retablo mayor, uno de los primeros ejemplos del Renacimiento en España.
  - La colección de tapices, con excelentes muestras de este arte.
  - La Cripta de San Antolín, uno de los primeros edificios de estilo románico en Castilla, con una sección visigoda.
  - El trascoro, excelente obra del gótico flamígero, con un tríptico flamenco del maestro Jan Joest.
  - El martirio de san Sebastián, pintura de El Greco, una de sus más destacadas obras.
- Cristo del Otero: obra clave del escultor Victorio Macho, a cuyos pies está enterrado. Erigida en 1931 sobre uno de los cerros que rodean la ciudad, coronando una antigua ermita, se trata de una escultura de 30 metros de altura (la tercera más grande de Cristo, tras la estatua de Cristo Rey en la ciudad polaca de Świebodzin y el Cristo de Río de Janeiro). La colosal construcción domina toda la ciudad y es el principal símbolo de la capital palentina.
- Iglesia de san Miguel: su torre de carácter religioso-militar es otro de los iconos más representativos de Palencia. Templo del siglo XII, es un excelente ejemplo del estilo ojival primitivo. En el interior destaca un Cristo del siglo XIV, altares de los siglos XVII y XVIII, uno de ellos con una Piedad flamenca, y restos de pinturas murales góticas. La leyenda dice que aquí se casó el Cid Campeador con Doña Jimena, pero de ser así, sería en un templo anterior ubicado en este mismo lugar. Fue declarada Monumento Nacional en 1931.
- Iglesia de san Francisco: fundación franciscana del siglo XIII, sufrió modificaciones en el siglo XVI, que alteraron su primitivo carácter gótico. Fue sede de las Cortes Generales en el siglo XIV y residencia real. En el interior destacan sus artesonados mudéjares, una buena colección de retablos e imágenes y una capilla completamente cubierta de calaveras. Monumento Nacional desde 1962.
- Convento de san Pablo: fue fundación de santo Domingo de Guzmán en el siglo XIII. La iglesia actual data de los siglos XV y XVI, y la espadaña de la fachada principal del XVIII. En el exterior destaca el ábside con ventanales renacentistas. En el interior sobresalen el retablo mayor y los sepulcros de los Marqueses de Poza. Declarado Monumento Nacional en 1931.

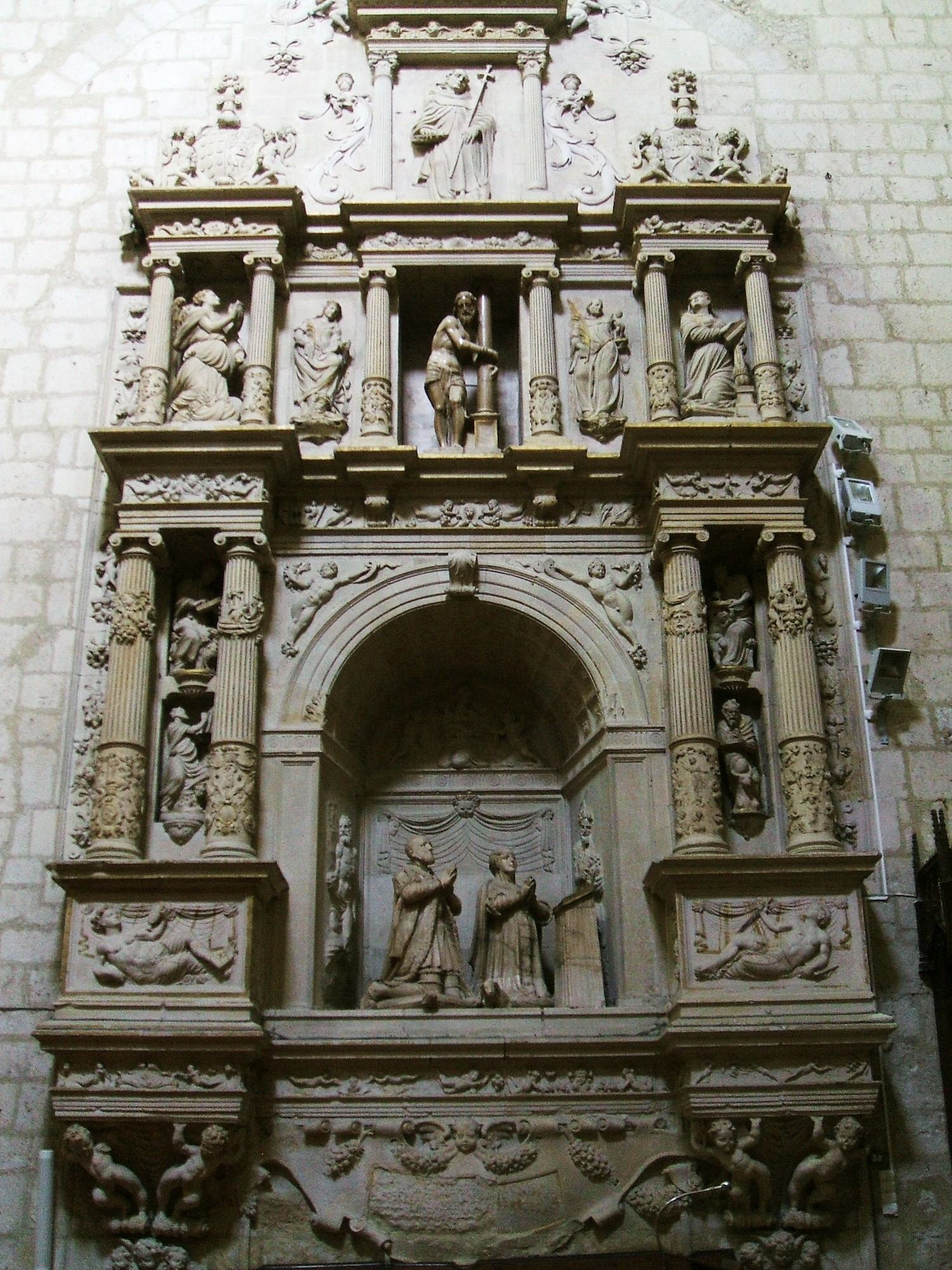
Sepulcro de los Marqueses de Poza, en la iglesia del convento de san Pablo

- Monasterio de santa Clara: fueron fundadores y protectores de este convento gótico los Almirantes de Castilla. La iglesia data del siglo XV, con retablo mayor del siglo XVIII. Destaca el Cristo yacente, talla rodeada de misterio y leyendas del que se dice que fue encontrado en el mar dentro de una urna y que le crece el pelo y las uñas. Miguel de Unamuno le dedicó un poema. En este convento, José Zorrilla situó la leyenda de Margarita la Tornera.
- Iglesia de la Compañía de Jesús (también llamada iglesia de Nuestra Señora de la Calle): iglesia jesuítica construida en 1584. En ella se guarda la talla de 40 cm de la Virgen de la Calle, patrona de la ciudad. Fue declarada Monumento Nacional en 1982.
- Iglesia de san Juan Bautista: pequeño templo románico, la mejor muestra de este estilo en la capital. Su estructura fue trasladada y reconstruida en la ciudad cuando el pueblo en el que se situaba (Villanueva del Río) quedó anegado por las aguas del pantano de Aguilar. Es Monumento Nacional desde 1981.
- Palacio Episcopal: antiguo palacio espiscopal, de estilo Neoclásico (XVIII).En él se encuentra el Museo Diocesano, con una gran colección de obras de arte de todos los estilos desde el Románico, destacando las de autores como Pedro Berruguete, Alejo de Vahía o Juan de Valmaseda, que le convierten en uno de los principales museos de su género a nivel nacional.
- Iglesia de San Lázaro: con torre tardorrománica, la nave data del siglo XVI. En ella se aprecia una clara y perfecta unión entre el Gótico y el Románico tardío. En su origen fue hospital para leprosos. Destaca el armónico interior gótico y el retablo mayor.
- Iglesia de san Bernardo: templo de un monasterio fundado por santa Teresa de Jesús, fue asimismo sede de la patrona de Palencia antes de su traslado al actual santuario. Destaca su fachada renacentista del XVI.
- Convento de las Agustinas Canónigas: del siglo XVII, con interesante estructura barroca. Sede de la Hermandad de la Virgen de la Piedad, que desfila en Semana Santa. Funciona actualmente como iglesia de san Agustín.
- Convento de las Agustinas Recoletas: construido en el siglo XVII. La iglesia, de una sola nave, tiene planta de cruz latina, destaca su crucero con una cúpula de linterna. La bóveda de cañón y la cúpula están decoradas con yeserías diseñadas por Antonio de Canales.
- Capilla de la Soledad. Adosada al convento de San Francisco, es la sede de la cofradía de su mismo nombre. Destaca su retablo, yeserías barrocas y su imagen de Nuestra Señora de la Soledad, quizá la más venerada de las que desfilan en Semana Santa.
- Iglesia de Santa Marina: templo del siglo XVIII.
- Seminario Mayor.
- Convento de la Piedad: construido en el siglo XVI, de religiosas dominicas.
- Iglesia de San José: con algo más de cincuenta años de antigüedad es posiblemente la iglesia moderna más grandiosa de Palencia.
- Iglesia de Santa María Reina Inmaculada: iglesia recientemente centenaria.
- Iglesia de San Antonio: iglesia moderna, parroquia del barrio al que da nombre.
- Iglesia de El Carmen: es una iglesia moderna de ladrillo. Los soportales que la flanquean se extienden por gran parte del barrio.
- Iglesia de El Salvador: iglesia edificada a principios del XXI.

#### Estatuas y monumentos conmemorativos

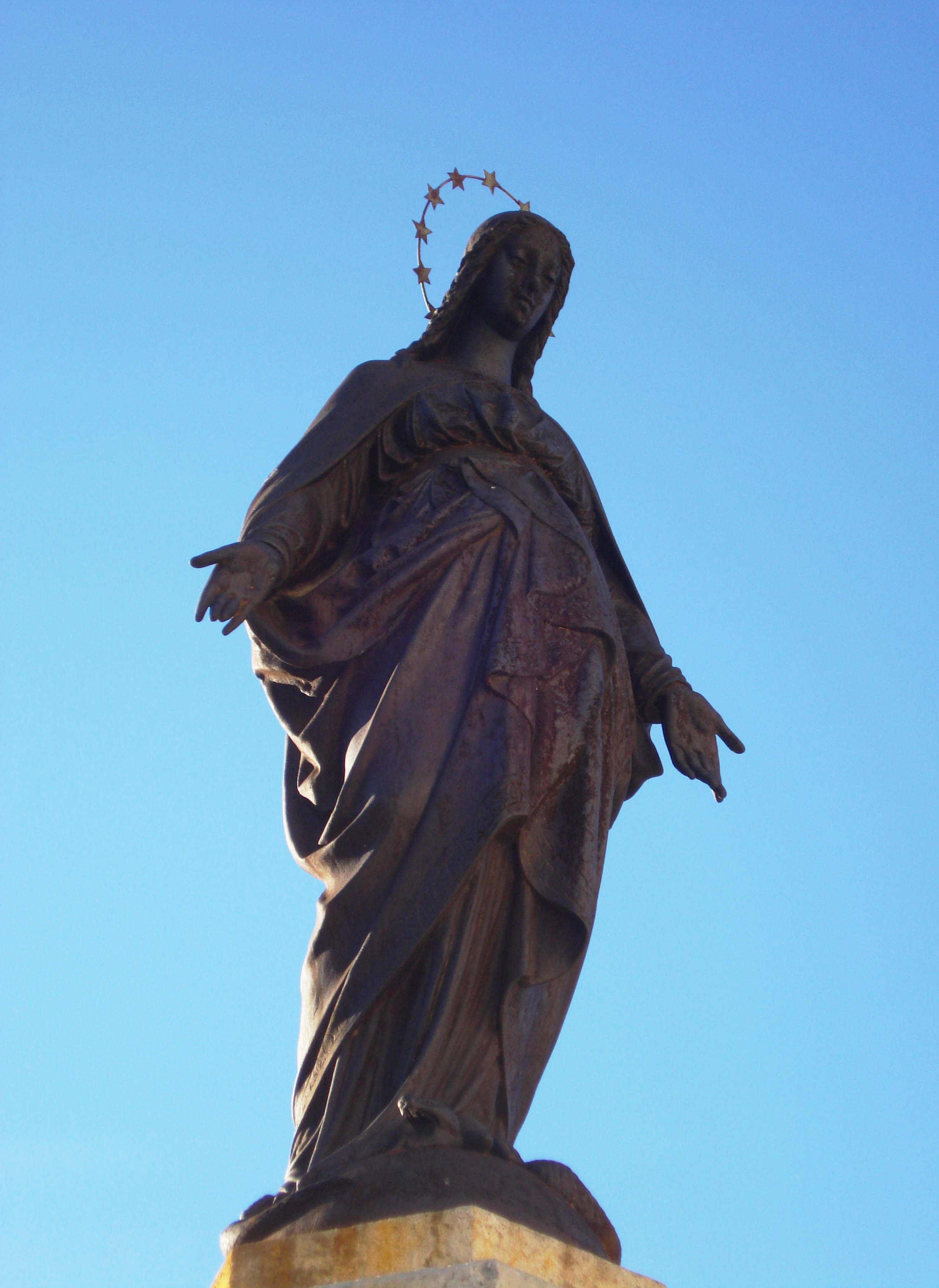
Estatua a la Inmaculada Concepción (1914)

- Estatua a la Inmaculada Concepción (1914): Monumento de bronce asentado sobre una columna múltiple de piedra. Es quizá una de las esculturas de mayor interés artístico por su finura y realismo. Está situada en la plaza que lleva su nombre, frente a la catedral. Data de 1914 y es obra de Jerónimo Arroyo.

- Monumento a Alonso Berruguete (1963): estatua de bronce y piedra blanca en la plaza Mayor. Una de las más célebres de la ciudad. Es obra de Victorio Macho.
- Estatua a la Mujer Palentina (1998): obra de Indalecio López Castrillo cuya instalación en el centro de la calle Mayor trajo cierta polémica en su momento por ser demasiado moderna para el entorno. Hoy día es una estatua muy conocida por ser el punto de encuentro por excelencia de los palentinos que la apodan coloquialmente «La Gorda». Está esculpida en piedra negra y posee una peana-banco de granito.
- Estatua a Jerónimo Arroyo: es de bronce y se halla en la calle Bocaplaza, frente al Consejo de Cuentas de Castilla y León. Representa a este célebre arquitecto palentino con un cuaderno y una pluma en la mano dibujando el edificio proyectado por él. Citada pluma fue robada al poco de colocarse la estatua, siendo repuesta y soldada sin que consten más desapariciones.
- Estatua del Pudor (1948): representa a una muchacha muy joven, desnuda, de gran belleza y con una expresión de leve pudor. Es de bronce y se sitúa sobre un bloque de piedra blanco. El escultor fue Mariano Timón Ambrosio (Villanueva de la Vera 1905-†1976 Palencia)
- Estatua del Tocado (1948): de Mariano Timón Ambrosio. Compañera de la anterior representa a una muchacha muy parecida a aquella, esta vez peinándose. Ambas se encuentran en la plaza Mariano Timón, detrás de la biblioteca pública.
- Estatua a la Aguadora: se trata de un proyecto de Victorio Macho hecho realidad en el siglo XXI. La Aguadora es una estatua de bronce colocada sobre un pedestal de granito rosa. Representa a una mujer con un cántaro y, a pesar de que es una campesina, su gesto altivo con la cabeza elevada y su postura le otorgan un aspecto majestuoso. Se sitúa en la calle Ignacio Martínez de Azcoitia dando lugar a uno de los parajes más bellos de la ciudad: frente a ella se encuentra el colegio Villandrando, a su izquierda el Ayuntamiento y tras ella las iglesias de San Francisco y de Ntra. Sra. de la Soledad.
- Estatua al Campesino Ibérico: estatua colosal de 2006 realizada por Luis Alonso, cuya medida es de cuatro metros. Es de bronce verde sobre un pedestal y representa a un campesino fornido y desnudo que pretende dar la bienvenida a la ciudad. Responde a otro proyecto de Victorio Macho. Está situado en la rotonda donde confluyen las avenidas de Simón Nieto y Asturias, punto de paso obligado para los que se adentran en la ciudad por el norte.
- Homenaje a los Mayores (Sergio García): homenaje de 2007 a los mayores de Palencia. El grupo escultórico está formado por dos estatuas, una mujer y un hombre ancianos sentados sobre el gran banco de cemento del paseo del Salón.
- Monumento al Cofrade: de Óscar Alvariño. Data de 2008, representa dos cofrades realizando dos tradiciones muy típicas en la Semana Santa palentinas: el que llama con su vara a una hipotética puerta, que realiza la Llamada de hermanos y el otro que toca el Tararú. Se encuentra situado en un altillo de la plaza de San Pablo a la derecha de la iglesia homónima.
- Monumento al Almirante Grau: se trata de un bloque de piedra sobre el que se asienta el busto desnudo del Almirante Grau.
- Monumento a los Artistas Palentinos: está situado en una rotonda y lo conforma una fuente circular cuyo centro presenta un montículo rocoso sobre el que se asienta una imagen de un hombre desnudo de bronce con unas cintas en las manos. La fuente posee varios chorros de agua que chocan contra el pedestal envolviendo a la estatua en una nube.
- Monumento a los Comuneros de Castilla: obra del escultor Rafael Cordero, se trata de una especie de columna de piedra blanca con inscripciones coronada por tres manos de bronce enlazadas que representan a los tres comuneros.
- Homenaje al Maestro: obra de Rafael Cordero. Consta de dos figuras elaboradas en bronce, un profesor sobre un asiento con un libro en las manos que es escuchado con atención por una niña sentada en el suelo. Ambas se encuentran sobre una peana de granito blanco situada en la plaza de la Inmaculada, frente a la catedral.
- Monumento al Labrador (Ursicino Martínez, 2000): es una escultura de un labrador recogiendo trigo con una hoz. Su estilo es modernista y se halla ubicado en la plaza de España sobre un pedestal de piedra blanca. Fue concebido para situarse en el centro de la plaza en una rotonda pero, al restar visibilidad al tráfico se optó finalmente por colocarlo en la acera. Actualmente, el centro de la plaza está decorada con una fuente con luces de colores y con el nombre de la ciudad con la intención de dar la bienvenida al centro de la ciudad.
- Monumento a los Héroes y Mártires: este monumento dedicado a los caídos en la guerra civil española consta de un bloque de piedra blanca con una roca blanca que lleva incrustada una imagen en bronce del mapa de España, frente a ella y agonizante, un soldado con la bandera en la mano. Está situada en la avenida Valladolid.
- Estatua al Abrazo (Feliciano Álvarez, 1999): monumento a la paz y la concordia formado por dos figuras humanas muy esquematizadas abrazándose. Están hechas de metal y ocupan un lugar privilegiado en el centro de la rotonda situada en la plaza de León.
- Monumento a la Paz: situado en el centro de la plaza de Cervantes, frente a la catedral. Consta de un cañón de metal colonizado por palomas del mismo metal que simbolizan la prevalencia de la paz sobre la guerra. La boca del cañón mana agua que va a parar a un receptáculo de piedra donde se acumula en pequeña cantidad. Gracias a esta agua acumulada y a estar en medio de un frondoso parque es muy fácil ver el cañón ocupado por palomas y pájaros auténticos, lo que acentúa su simbolismo.
- Estatua de la Castañera: se trata de una estatua de bronce muy pequeña sobre una peana de piedra. Es obra de un escultor ciego lo cual no le resta precisión. Se encuentra entre dos columnas de la calle Mayor. Es curiosidad que en su placa identificativa figura el nombre del alcalde que gobernaba en la ciudad cuando se colocó la estatua, cuyo nombre incluso aparece con letras más grandes que las del propio escultor.
- Estatua de la Niña de la Comba (Ursicino Martínez, 2000): se encuentra en la confluencia de las calles Mayor y Patio Castaño. Representa a una niña saltando a la comba. Es de bronce sobre pedestal de piedra.
- Monumento a la Primera Universidad de España: ubicado en la plaza de San Pablo consta de varias figuras de corte contemporáneo y de metal que representan un aula en el que se está impartiendo clase.
- Monumento al Deporte: este monumento está compuesto por varias figuras abstractas que representan a deportistas. Se halla ubicado en las inmediaciones del pabellón municipal.
- Monumento del Paseo: se encuentra en la rotonda enfrente del puente Obispo Nicolás Castellanos y al final del paseo de la Julia; ha recibido el mote «los extraterrestres» por ser figuras de una pareja con su hijo de gran tamaño, extremidades muy delgadas y piel rugosa.
- Monumento a los Deportistas Palentinos. Situado en una rotonda, en la calle Jardines, este monumento cuenta con tres figuras humanas de bronce sobre un bloque de piedra que sostienen un aro, símbolo del deporte.
- Monumento a los republicanos fusilados. El monumento Memorias al cubo cuenta con una placa con 497 nombres, que recuerda y homenajea a casi medio millar de militantes republicanos fusilados durante la guerra civil española. Ha sido promovido por la Asociación para la Memoria Histórica de Palencia. Se encuentra en el parque de la Carcavilla.
- Monumento a Juan Ponce de León en la plaza Pío XII: obra del escultor Pablo Serrano, que representa al palentino Juan Ponce de León, descubridor de la Florida y conquistador de Puerto Rico.
- Monumento a Santo Domingo de Guzmán: de Mariano Timón Ambrosio, junto al Convento dominico de San Pablo. El original de piedra ha sido sutituido por una copia indéntica en bronce.[21]
- Cantones: los cantones son una serie de columnas prismáticas de algo más de un metro de altura repartidos en parejas por la calle Mayor, colocados hace unos quince años. Es el tradicional centro neurálgico de la ciudad denominado Los Cuatro Cantones, formado por la intersección de las calles Don Sancho, La Cestilla y Mayor, pero no se denomina así al lugar por la reciente colocación de tales cantones sino porque es intersección en forma de cuadrado perfecto. Antaño se denominaba al lugar Los Cuatro Cantones Mayores, para diferenciarlos de Los Cuatro Cantones Menores con que se denominaba a la intersección de las calles Mayor, Valentín Calderón y Barrio y Mier.
- Estatua a Santiago Amón: situada en la avenida de Santiago Amón.
- Volatería: situado en el parque Isla Dos Aguas.[22]
- Columnas de los sueños: se encuentra en la rotonda del vial, frente al Estadio Nueva Balastera. Conocida como la P.

#### Museos
- Museo Arqueológico Provincial
- Museo de Arte Contemporáneo
- Museo Diocesano de Arte Sacro
- Museo Catedralicio
- Museo de Jerónimo Arroyo
- Museo de Victorio Macho
- Museo del Agua
- Colección de Medicina y Farmacia - Hospital de San Bernabé

### Fiestas

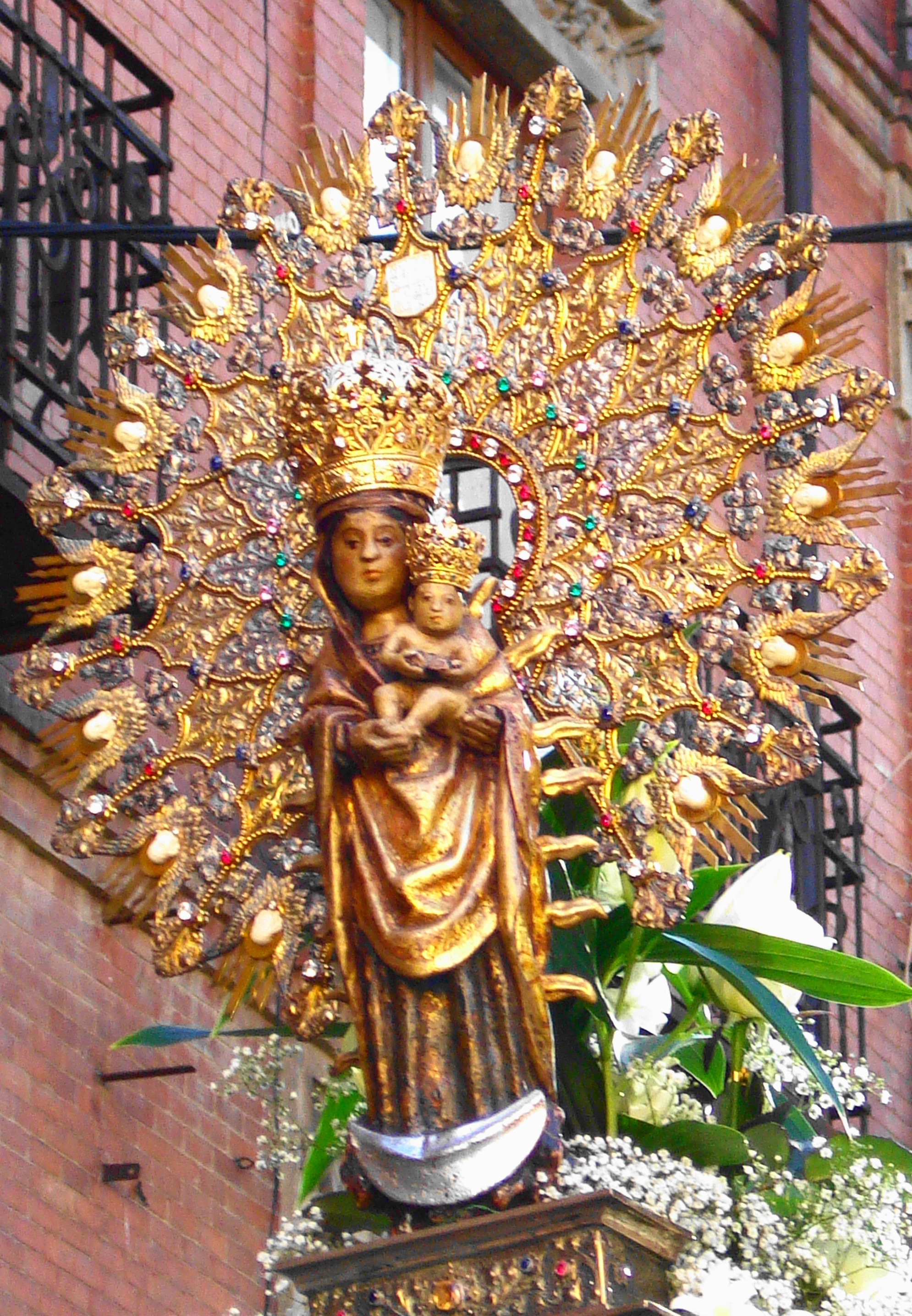
Virgen de la Calle en procesión

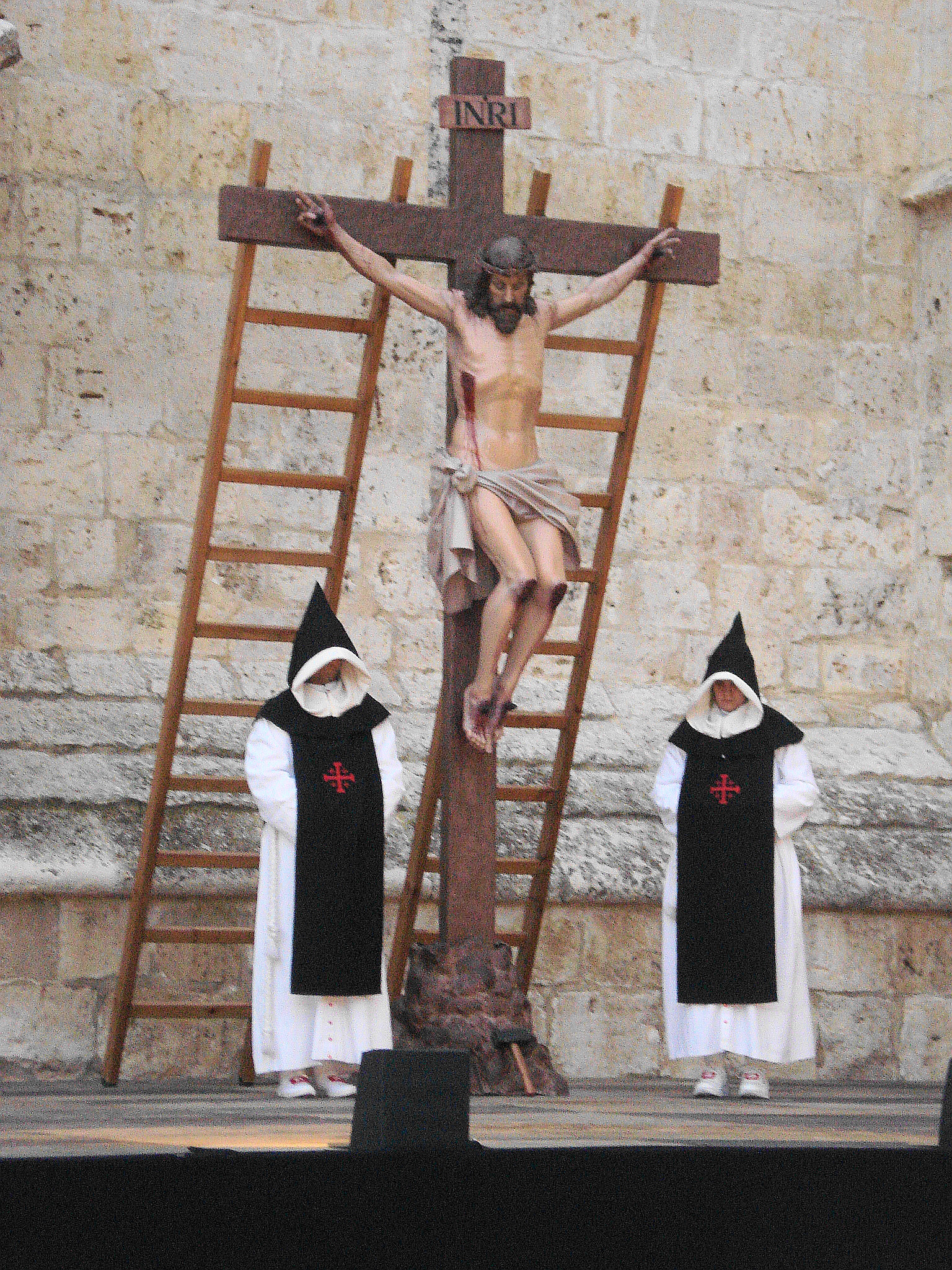
Turno de vela previo a la Función del Descendimiento

- El Bautizo del Niño: el día 1 de enero, de Interés Turístico Nacional. Fiesta singular que se celebra alrededor de la iglesia de san Miguel con una procesión y una «pedrea» de confites y caramelos.
- San Antón: se celebra el día 17 de enero en las inmediaciones de la iglesia de san Miguel donde se bendicen los animales de los asistentes.
- Festividad de Virgen de la Calle (Las Candelas): el 2 de febrero. Patrona de la ciudad. En la parroquia de Nuestra Señora de la Calle se venera la imagen de la Virgen, conocida como «La Morenilla» y es llevada en procesión hasta la Catedral.
- Semana Santa: marzo-abril, (primer plenilunio primaveral) es la fiesta más importante del calendario palentino, pues posee el distintivo de Fiesta de Interés Turístico Internacional. Relevante importancia tienen las procesiones de La Borriquilla, Oración del Huerto, Los Pasos y Santo Entierro cuyas características más destacables son su sobriedad y sencillez. Las tradiciones más importantes son la "llamada de hermanos" y el "tararú". Véase: Semana Santa en Palencia.
- Romería de Santo Toribio: el domingo más cercano al 16 de abril, Fiesta de Interés Turístico Regional. Se celebra una «pedrea» de pan y queso a los pies del Cristo del Otero. (Véase Cristo del Otero)
- Caracolada de San Marcos: celebrada el 25 de abril en la isla del Sotillo de los Canónigos.
- Feria Chica: días en torno a Pentecostés. Popular fiesta de Palencia llamada «chica» por ser la segunda en importancia si se compara con las ferias de San Antolín.
- Procesión y misa del Corpus Christi: domingo más cercano al jueves del Corpus. La procesión y misa están organizadas por la Cofradía Penitencial del Santo Sepulcro y Cabildo catedralicio. El Santísimo procesiona en el Carro Triunfante, de singular belleza.
- Día de san Juan (coloquialmente «San Juanillo»): 24 de junio. Copatrón de Palencia, se realiza una procesión en la que desfila el San Juan de la cofradía del Santo Sepulcro. Desde su sede llega hasta la plaza Mayor, donde se realiza la tradicional repartida del tomillo. La procesión llega hasta el barrio de San Juanillo donde se venera la reliquia y se escucha una oración; por la noche tiene lugar la Hoguera de San Juan.
- Fiestas de San Antolín: patrón de Palencia, día 2 de septiembre. Se suceden las procesiones, pasacalles, corridas de toros, pregones y desfiles de peñas. Es la fiesta principal de Palencia. (Véase Cripta de San Antolín)
- Procesión en honor a san Francisco: tras la misa, la Cofradía de San Francisco realiza un pequeño desfile con la imagen del Santo.

### Itinerarios culturales
- Huellas de Santa Teresa. Ruta de peregrinación, turística, cultural y patrimonial que reúne las 17 ciudades donde santa Teresa de Jesús dejó su huella en forma de fundaciones.[23] La ruta no tiene un orden establecido o un tiempo limitado ya que cada peregrino o visitante puede realizarla cómo y en el tiempo que desee.

### Gastronomía
La cocina palentina es muy castiza y hogareña, el lechazo asado es el plato más típico y de las fértiles tierras que rodean a la capital se obtienen múltiples ingredientes hortícolas que completan la dieta.
La cocina palentina se basa en platos calientes, debido al frío clima dominante. Los ejemplos más claros son sus sopas de ajo, o la clásica sopa castellana, elaborada con pan de hogaza, agua, aceite, ajo y pimentón, a veces se añaden tacos de jamón serrano y huevos escalfados. El pan es la base de la gastronomía palentina, un ejemplo de la importancia que alcanza es el pan de Nogales, con una escuela dedicada al mismo, en la que elaboran el pan bonito, el lechuguino, los molletes, las tortas de chicharrones y otras muchas clases de panes, hechos con harina de Tierra de Campos, de gran calidad.
- Carnes

Palencia, como el resto de Castilla, puede afirmar que las carnes nutren a sus gentes. La perdiz (en escabeche), y también la codorniz, en estas tierras se consideran de excelente calidad, el lechazo es la carne por excelencia de palencia y posee denominación de origen. En temporada de matanza pueden degustarse las morcillas de sangre de Palencia, de la misma sangre que luego se convierte en ingrediente esencial de la sopa negra. Los embutidos también son de buena calidad.
- Pescados

Los cangrejos que se pescan en los ríos palentinos son los crustáceos por excelencia. De los ríos también se obtienen truchas (trucha en escabeche).
- Verduras y hortalizas

En cuanto a su riqueza hortícola, son excelentes las patatas pero sobre todo la menestra palentina o el pisto y los guisantes de Palencia.
- Postres

Destaca la cazuela de san Antolin; también son muy recomendables las jaleas de frutas autóctonas, como los arándanos, o el queso (sobre todo de oveja) y otros productos de repostería más elaborados.
- Bebidas

Una típica comida de la tierra debe regarse con vino. También el clásico licor de endrinas, licor de nueces, de moras, de guindas...

### Música
En la capital palentina se celebran varios acontecimientos musicales al año como:

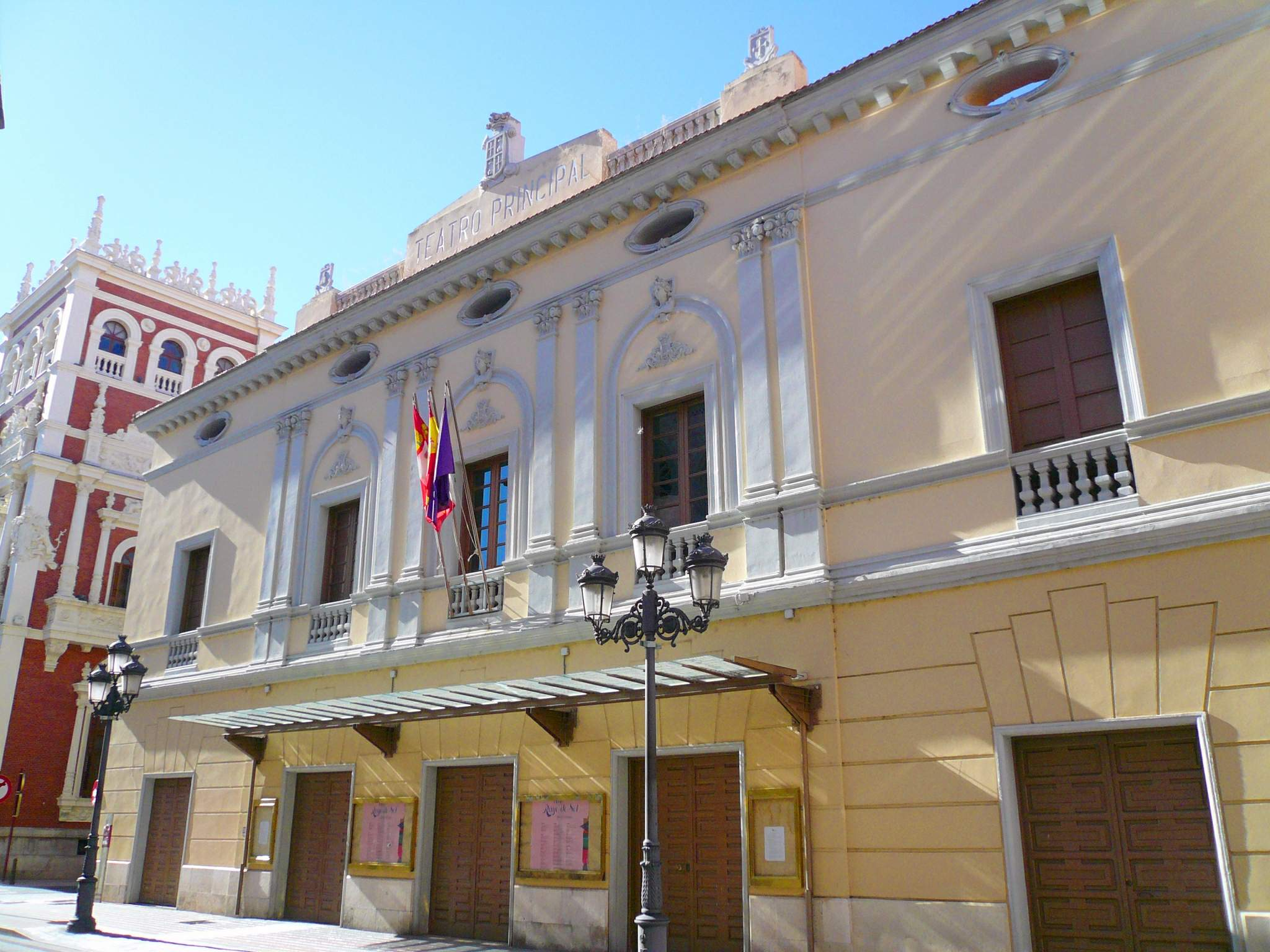
Teatro Principal

- Engánchate a la música: Festival organizado por los (40 Principales) y la Cadena Ser, y con el patrocinio del Ayuntamiento de Palencia y la Junta de Castilla y León, el día de finalización de las clases antes de las vacaciones de Navidad. Es una iniciativa que intenta evitar la vida sedentaria de los jóvenes, así como el consumo de alcohol y otras drogas. En sus 13 ediciones ha contado con artistas nacionales como Álex Ubago, David DeMaría, Ragdog y Los Caños entre otros. Se realiza en el pabellón municipal Marta Domínguez y es de asistencia gratuita.

- Festival Ahora: Es un certamen, organizado por la Junta de Castilla y León junto a la Asociación Cultural para la Promoción de la Música Creativa y el Ayuntamiento de Palencia. Inicialmente se celebró en la sala Carabel, pero en la última edición se cambió la situación por el Teatro Principal.

- Festival Música Futura: se realiza en el pabellón municipal y cuenta con grupos de carácter regional que buscan oportunidades en el panorama nacional.
- Festival independiente de Palencia: Festival que cuenta con bandas de música alternativa del país como Sidonie o Second.
- Palencia Sonora: Festival de Rock que suele coincidir con la Feria Chica en el que han participado grupos como Sidonie, Standstill, Standar, Cooper, Macaco, Sugarless, Vetusta Morla y los palentinos La Familia Iskariote, entre otros.
- Festival de Jazz y Folk: coincide con la Feria Chica y hasta el momento ha habido tres ediciones.
- Festival Internacional de Guitarra: El Festival, que supone un encuentro de referencia para los amantes de los sonidos de cuerda, nacía en 2002 gracias a una iniciativa del guitarrista natural de Lérida y afincado en Palencia Carles Pons. Este festival es otro de los grandes protagonistas de la programación otoñal del Teatro Principal, organizado por la Asociación Musical Calandria, y bajo la tutela de su director artístico, el músico catalán Carles Pons.
- Fiesta de la ITA: es una fiesta universitaria celebrada con carácter anual. Su organización corre a cargo de los estudiantes de la Escuela Técnica Superior de Ingenierías Agrarias.

### Eventos
Los eventos culturales celebrados en esta ciudad:
- Las Edades del Hombre de 1999 de Memoria y esplendores.
- Terroríficamente Cortos, festival internacional de cine celebrado anualmente a finales de octubre.

Los eventos deportivos celebrados en esta ciudad:
- Salida de etapa del Tour de la CEE en 1986
- Transcurso en la capital y alrededores de la 2.ª etapa de la Vuelta a Castilla y León de 2009
- Partidos Oficiales de la Selección Española Sub-21, España 1-2 Italia (10/10/2006), España 2-0 Rusia (10/09/2008) y España 2-0 Alemania (05/03/2014)
- Finales de la Copa Castilla y León de Baloncesto
- Finales de la Copa del Rey de Rugby celebradas en el Estadio Nueva Balastera en los años 2012 y 2014
- Copa Princesa de Asturias de baloncesto en los años 2015 y 2016
- Campeonato de España de Federaciones Frontenis Olímpico 2018
- Campeonato de España de Clubes de Paleta Goma 2019
- Campeonato de España de boxeo Élite 2021
- Campeonato de Europa Absoluto de Frontón 30 metros 2021
- Campeonato Nacional de clubes de Frontenis Olímpico

### Cine
La ciudad ha servido de escenario para diversos rodajes cinematográficos como los de las películas Toc Toc (2017) una comedia española dirigida por Vicente Villanueva y protagonizada por Mario Casas y Blanca Suárez que se rodó en el Hospital de Palencia y Plenilunio en la plaza Mayor, una película producida en 1999, dirigida por Imanol Uribe y estrenada en el año 2000, que se rodó en las calles palentinas. Además de otros rodajes más antiguos como El mejor alcalde, el rey (1972), La Coquito (1977) o Mamá es boba (1997).

### Deporte
- Fútbol: El principal equipo de la capital fue el Club de Fútbol Palencia hasta 2012 que desapareció por problemas bancarios. Actualmente el representante de la ciudad es el Club Deportivo Palencia Cristo Atlético, que en 2021, consiguió en ascenso a Segunda RFEF. El CD Palencia Balompié fue otro equipo de fútbol fundado en 2011 pero que desapareció ocho años después, durante una temporada militó en Segunda división B.

- Baloncesto: En baloncesto el principal equipo es el Palencia Baloncesto que desde la temporada 2013-2014 milita en la categoría LEB Oro. En abril de 2016 consiguió ganar el campeonato de LEB Oro, lo que conlleva el ascenso deportivo a la liga ACB, pero que no se logró por el elevado canon de la liga ACB.
- Atletismo: el Club Puentecillas cuenta con deportistas a gran nivel nacional, dicho club se formó el atleta Óscar Husillos.

- Piragüismo: El Club Palentino de Piragüismo perteneciente a la ciudad Palentina, cuenta con numerosos deportistas con grandes resultados a nivel Mundial.

- Balonmano: El C.D Balopal es el equipo representativo de la ciudad, y en la temporada 2008-2009 militaba en la Segunda División Nacional de Balonmano. En la actualidad disputa la Primera División Estatal Masculina. En balonmano femenino, el C.B Palencia Femenino que milita en la Primera División Nacional femenina.

- Voleibol: El CD Voleibol Palencia juega en la Segunda División de Castilla y León.

- Rugby: El Palencia Rugby Club juega en División de Honor B.

- Frontenis: Frontenis Palencia, con grandes resultados a nivel nacional, se proclamó subcampeón nacional en el 2021. María Rodríguez, es internacional con la selección española de frontenis.

#### Instalaciones deportivas

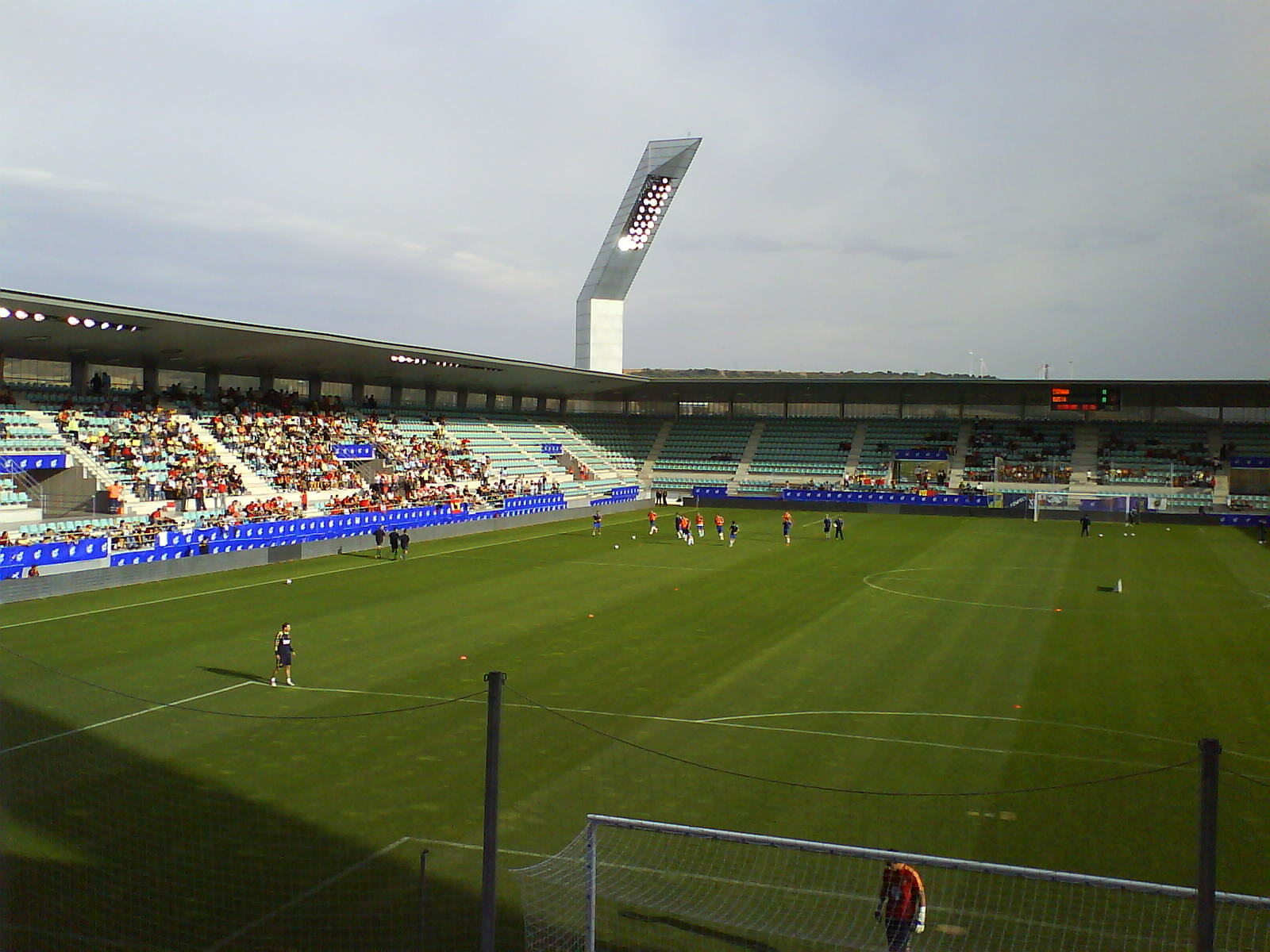
El Estadio Nueva Balastera, uno de los recintos deportivos más modernos de la ciudad

- Nuevo Estadio Municipal La Balastera: es un moderno estadio que se ha convertido en todo un símbolo de la prosperidad de la ciudad. Fue inaugurado en 2006 con capacidad para 12 500 espectadores, y además de poseer buenas instalaciones, cuenta con una excelente calidad arquitectónica.
- Pabellón municipal de Palencia: con capacidad para 5000 personas, es la instalación deportiva cubierta más importante de la provincia, en el juega sus partidos el Palencia Baloncesto.
- Campo municipal del Otero: situado en el barrio del Cristo, a los pies de la ladera del cerro del Otero, se compone de campos de fútbol de césped artificial, posee grada, vestuario, bar y taquillas. En el desempeñan sus actividades varios equipos de la ciudad.
- Campo de la Juventud: complejo deportivo situado en la avenida Cardenal Cisneros. Es uno de los más importantes y antiguos de la capital palentina. Sus principales instalaciones son un polideportivo cubierto una pista de atletismo y algunas dependencias del centro de Tecnificación de la ciudad. Posee además gimnasios (de rítmica, musculación..), pistas de squash, un campo de fútbol y una piscina.

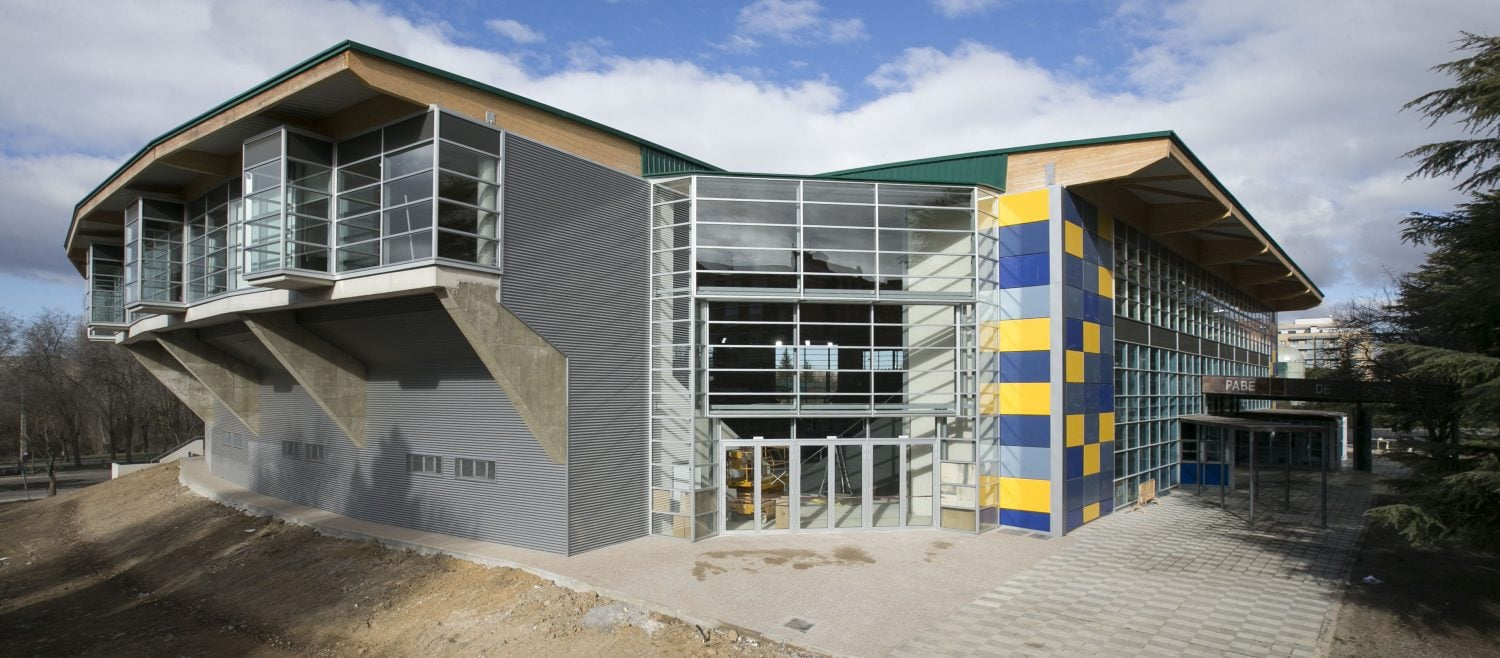
Exterior del pabellón municipal

- Complejo deportivo Eras de Santa Marina, entre las calles San Antonio y Obispo Barberá. Su principal instalación es el pabellón municipal pero además de este consta de piscinas climatizadas, pistas de tenis y pádel, el frontón municipal, un campo de fútbol 7, un gimnasio municipal e instalaciones destinadas al piragüismo.
- Complejo deportivo El Sotillo, en el parque del Sotillo su principal atractivo son las piscinas municipales siendo las más amplias de la ciudad. También cuenta con zonas verdes y circuitos de gimnasia y las zonas de juegos.
- Complejo deportivo Monte El Viejo: se divide en Casa Grande, Casa Pequeña y El Refugio. Sus instalaciones son unas piscinas (Refugio), unas pistas de tenis y pistas polideportivas. Cuenta con dos circuitos de gimnasia con estaciones en pleno bosque, uno para deportistas o personas con buena forma y otro con ejercicios más sencillos, también cuenta con diversos senderos para ciclistas.
- Complejo deportivo Pan y Guindas, en la avenida de la Comunidad Europea junto al recinto ferial. Sus instalaciones más importantes son un velódromo, una cancha de tiro con arco y unos campos de fútbol.
- Complejo deportivo La Ensenada, en la avenida Cataluña en el barrio de Pan y Guindas. Destacan el frontón Corto, los gimnasios y sus pistas polideportivas y de tenis.
- Complejo deportivo Campos Góticos, en el barrio de San Juanillo, sus principales instalaciones son las piscinas climatizadas, los campos de fútbol Sergio Asenjo y el pabellón polideportivo. Cuenta con un frontón al aire libre, pistas de tenis y una pista polideportiva.
- Complejo deportivo San Telmo, tiene un campo de fútbol, pistas de tenis y polideportivas, piscinas y un frontón largo libre.
- Complejo deportivo Isla Dos Agua, uno de los más modernos y completos de Palencia. En este se encuentra el Campo de Golf Municipal su instalación más importante y extensa. Está dividido en dos zonas y cuenta además con campos de fútbol, pistas de tenis, pistas polideportivas, pista de patinaje, circuitos para correr, pista de vóley playa, pista de vóley hierba, un campo de rugby, cafeterías etc.
- Complejo deportivo Pabellón Norte, en el se encuentra el Pabellón Mariano Haro, destinado principalmente al balonmano, también dispone de pistas de squash y canchas exteriores de pádel.
- Complejo deportivo Pabellón Sur: compuesto por el pabellón polideportivo Diego Cosgaya y una pista polideportiva que permiten realizar múltiples actividades. Está situado en el barrio de Santiago.
- Centro deportivo y de ocio La Lanera: sus instalaciones más importantes son la piscina climatizada, las salas de musculación y cardiovascular, salas polivalentes, sala de bicicleta, pista polideportiva cubierta, zona de Spa (jacuzzis, saunas, baños de vapor, ducha circular, ducha biotérmica, ducha de contraste), pistas de pádel, solárium, etc. Es de uso privado.
- Parque deportivo Ribera Sur, con diversas instalaciones para ejercitarse, fue inaugurado en 2008 y dispone de zona wi-fi gratuita. Cuenta con pistas polideportivas, pista de parkour, circuito de Coches Radiocontrol, pista para running, carril bici, etc.
- Instalaciones del Club de la Amistad: es la sede del Club Internacional de la amistad, cuenta con diversos campos de fútbol.
- Rocódromo o centro de prevención de riesgos La Roca, instalación única en España y en Europa. El resultado son vías que transcurren entre fisuras naturales, diedros e inmensos desplomes. Posee rocódromos, barrancos cuevas terrestres y subacuáticas, rápidos, cascadas, zonas verdes e instalaciones necesarias para realizar cursos oficiales. Se encuentra en el barrio de la avenida de Madrid al sur de la ciudad.

### Medios de comunicación

#### Prensa escrita
- Diario Palentino (ámbito provincial)
- El Norte de Castilla (edición de Palencia)
- Carrión (periódico gratuito)
- Diario Gente
- Palencia Free (revista mensual gratuita)

#### Emisoras de radio
- Radio Nacional de España (Radio 5 88.0 MHz; Radio Nacional 91.8 MHz; Radio 3 97.6 MHz; Radio Clásica 101.0 MHz)
- Europa FM (90.5 MHz)
- Onda Cero (103.5 MHz)
- Melodía FM (98.8 MHz). Emitió hasta 2007 como Onda Melodía. Desde entonces hasta 2013 Radio Marca ocupó esa misma frecuencia, hasta que se reanudaron las emisiones de Melodía FM desde el 1 de septiembre de 2013.
- Cadena SER (96.2 MHz)
- LOS40 (94.7 MHz)
- Cadena Dial (89.6 MHz)
- Cadena COPE (105.1 MHz)
- Cadena 100 (99.8 MHz)
- Radio Marca (96.7 MHz)
- Radio Colores (107.7 MHz)
- ACUP Radio (107.9 MHz)
- Es Radio (101.9 FM) (repetidor de la emisora en Valladolid)

- Vive! Radio (90.1 MHz)

#### Televisión
- La 8 Palencia (TDT Mux:62)

## Ciudades hermanadas
- Bourges (Francia)[2]
- Ponce de León (Puerto Rico)[2]
- Palencia (Guatemala)[2]
- Río de Janeiro (Brasil, en proceso de hermanamiento)[24]